# فهرست سیارک‌ها (۱۵۴۰۰۱–۱۵۵۰۰۱)
فهرست سیارک‌ها (۱۵۴۰۰۱ - ۱۵۵۰۰۱) فهرست سیارک‌ها از ۱۵۴۰۰۱ تا ۱۵۵۰۰۱ است.
| نام    | نام انگلیسی  | تاریخ کشف       |
| ------ | ------------ | --------------- |
| ۱۵۴۰۰۱ | 2002 AY187   | ۹ ژانویه ۲۰۰۲   |
| ۱۵۴۰۰۲ | 2002 AD193   | ۱۲ ژانویه ۲۰۰۲  |
| ۱۵۴۰۰۳ | 2002 AL197   | ۱۴ ژانویه ۲۰۰۲  |
| ۱۵۴۰۰۴ | 2002 AW205   | ۱۳ ژانویه ۲۰۰۲  |
| ۱۵۴۰۰۵ | 2002 AU206   | ۱۳ ژانویه ۲۰۰۲  |
| ۱۵۴۰۰۶ | 2002 AD207   | ۱۳ ژانویه ۲۰۰۲  |
| ۱۵۴۰۰۶ | 2002 BY      | ۱۹ ژانویه ۲۰۰۲  |
| ۱۵۴۰۰۸ | 2002 BU7     | ۱۸ ژانویه ۲۰۰۲  |
| ۱۵۴۰۰۹ | 2002 BE16    | ۱۹ ژانویه ۲۰۰۲  |
| ۱۵۴۰۱۰ | 2002 BZ18    | ۲۱ ژانویه ۲۰۰۲  |
| ۱۵۴۰۱۱ | 2002 BC19    | ۲۱ ژانویه ۲۰۰۲  |
| ۱۵۴۰۱۲ | 2002 BX22    | ۲۳ ژانویه ۲۰۰۲  |
| ۱۵۴۰۱۳ | 2002 BP24    | ۲۳ ژانویه ۲۰۰۲  |
| ۱۵۴۰۱۴ | 2002 BC28    | ۱۸ ژانویه ۲۰۰۲  |
| ۱۵۴۰۱۵ | 2002 BU28    | ۱۹ ژانویه ۲۰۰۲  |
| ۱۵۴۰۱۶ | 2002 BL29    | ۲۰ ژانویه ۲۰۰۲  |
| ۱۵۴۰۱۷ | 2002 BE30    | ۲۱ ژانویه ۲۰۰۲  |
| ۱۵۴۰۱۸ | 2002 BS30    | ۲۳ ژانویه ۲۰۰۲  |
| ۱۵۴۰۱۹ | 2002 CZ9     | ۶ فوریه ۲۰۰۲    |
| ۱۵۴۰۲۰ | 2002 CA10    | ۶ فوریه ۲۰۰۲    |
| ۱۵۴۰۲۱ | 2002 CM27    | ۶ فوریه ۲۰۰۲    |
| ۱۵۴۰۲۲ | 2002 CX28    | ۶ فوریه ۲۰۰۲    |
| ۱۵۴۰۲۳ | 2002 CN29    | ۶ فوریه ۲۰۰۲    |
| ۱۵۴۰۲۴ | 2002 CZ31    | ۶ فوریه ۲۰۰۲    |
| ۱۵۴۰۲۵ | 2002 CJ37    | ۷ فوریه ۲۰۰۲    |
| ۱۵۴۰۲۶ | 2002 CW38    | ۷ فوریه ۲۰۰۲    |
| ۱۵۴۰۲۷ | 2002 CU42    | ۱۲ فوریه ۲۰۰۲   |
| ۱۵۴۰۲۸ | 2002 CV42    | ۱۲ فوریه ۲۰۰۲   |
| ۱۵۴۰۲۹ | 2002 CY46    | ۱۱ فوریه ۲۰۰۲   |
| ۱۵۴۰۳۰ | 2002 CT48    | ۳ فوریه ۲۰۰۲    |
| ۱۵۴۰۳۱ | 2002 CM49    | ۳ فوریه ۲۰۰۲    |
| ۱۵۴۰۳۲ | 2002 CA54    | ۷ فوریه ۲۰۰۲    |
| ۱۵۴۰۳۳ | 2002 CJ57    | ۷ فوریه ۲۰۰۲    |
| ۱۵۴۰۳۴ | 2002 CF58    | ۷ فوریه ۲۰۰۲    |
| ۱۵۴۰۳۵ | 2002 CV59    | ۱۲ فوریه ۲۰۰۲   |
| ۱۵۴۰۳۶ | 2002 CL69    | ۷ فوریه ۲۰۰۲    |
| ۱۵۴۰۳۷ | 2002 CW69    | ۷ فوریه ۲۰۰۲    |
| ۱۵۴۰۳۸ | 2002 CY73    | ۷ فوریه ۲۰۰۲    |
| ۱۵۴۰۳۹ | 2002 CY79    | ۷ فوریه ۲۰۰۲    |
| ۱۵۴۰۴۰ | 2002 CH80    | ۷ فوریه ۲۰۰۲    |
| ۱۵۴۰۴۱ | 2002 CK86    | ۷ فوریه ۲۰۰۲    |
| ۱۵۴۰۴۲ | 2002 CK90    | ۷ فوریه ۲۰۰۲    |
| ۱۵۴۰۴۳ | 2002 CD91    | ۷ فوریه ۲۰۰۲    |
| ۱۵۴۰۴۴ | 2002 CZ93    | ۷ فوریه ۲۰۰۲    |
| ۱۵۴۰۴۵ | 2002 CD98    | ۷ فوریه ۲۰۰۲    |
| ۱۵۴۰۴۶ | 2002 CX104   | ۷ فوریه ۲۰۰۲    |
| ۱۵۴۰۴۷ | 2002 CG116   | ۱۳ فوریه ۲۰۰۲   |
| ۱۵۴۰۴۸ | 2002 CL119   | ۷ فوریه ۲۰۰۲    |
| ۱۵۴۰۴۹ | 2002 CQ119   | ۷ فوریه ۲۰۰۲    |
| ۱۵۴۰۵۰ | 2002 CR120   | ۷ فوریه ۲۰۰۲    |
| ۱۵۴۰۵۱ | 2002 CQ121   | ۷ فوریه ۲۰۰۲    |
| ۱۵۴۰۵۲ | 2002 CX122   | ۷ فوریه ۲۰۰۲    |
| ۱۵۴۰۵۳ | 2002 CX129   | ۷ فوریه ۲۰۰۲    |
| ۱۵۴۰۵۴ | 2002 CP148   | ۱۰ فوریه ۲۰۰۲   |
| ۱۵۴۰۵۵ | 2002 CW150   | ۱۰ فوریه ۲۰۰۲   |
| ۱۵۴۰۵۶ | 2002 CN161   | ۸ فوریه ۲۰۰۲    |
| ۱۵۴۰۵۷ | 2002 CW161   | ۸ فوریه ۲۰۰۲    |
| ۱۵۴۰۵۸ | 2002 CX161   | ۸ فوریه ۲۰۰۲    |
| ۱۵۴۰۵۹ | 2002 CA168   | ۸ فوریه ۲۰۰۲    |
| ۱۵۴۰۶۰ | 2002 CK170   | ۸ فوریه ۲۰۰۲    |
| ۱۵۴۰۶۱ | 2002 CO175   | ۱۰ فوریه ۲۰۰۲   |
| ۱۵۴۰۶۲ | 2002 CR175   | ۱۰ فوریه ۲۰۰۲   |
| ۱۵۴۰۶۳ | 2002 CV176   | ۱۰ فوریه ۲۰۰۲   |
| ۱۵۴۰۶۴ | 2002 CB182   | ۱۰ فوریه ۲۰۰۲   |
| ۱۵۴۰۶۵ | 2002 CG182   | ۱۰ فوریه ۲۰۰۲   |
| ۱۵۴۰۶۶ | 2002 CV187   | ۱۰ فوریه ۲۰۰۲   |
| ۱۵۴۰۶۷ | 2002 CR190   | ۱۰ فوریه ۲۰۰۲   |
| ۱۵۴۰۶۸ | 2002 CG192   | ۱۰ فوریه ۲۰۰۲   |
| ۱۵۴۰۶۹ | 2002 CX197   | ۱۰ فوریه ۲۰۰۲   |
| ۱۵۴۰۷۰ | 2002 CK198   | ۱۰ فوریه ۲۰۰۲   |
| ۱۵۴۰۷۱ | 2002 CS198   | ۱۰ فوریه ۲۰۰۲   |
| ۱۵۴۰۷۲ | 2002 CV200   | ۱۰ فوریه ۲۰۰۲   |
| ۱۵۴۰۷۳ | 2002 CH208   | ۱۰ فوریه ۲۰۰۲   |
| ۱۵۴۰۷۴ | 2002 CN209   | ۱۰ فوریه ۲۰۰۲   |
| ۱۵۴۰۷۵ | 2002 CZ212   | ۱۰ فوریه ۲۰۰۲   |
| ۱۵۴۰۷۶ | 2002 CG222   | ۱۱ فوریه ۲۰۰۲   |
| ۱۵۴۰۷۷ | 2002 CV222   | ۱۱ فوریه ۲۰۰۲   |
| ۱۵۴۰۷۸ | 2002 CO223   | ۱۱ فوریه ۲۰۰۲   |
| ۱۵۴۰۷۹ | 2002 CJ224   | ۱۱ فوریه ۲۰۰۲   |
| ۱۵۴۰۸۰ | 2002 CS225   | ۷ فوریه ۲۰۰۲    |
| ۱۵۴۰۸۱ | 2002 CY225   | ۳ فوریه ۲۰۰۲    |
| ۱۵۴۰۸۲ | 2002 CA227   | ۶ فوریه ۲۰۰۲    |
| ۱۵۴۰۸۳ | 2002 CQ227   | ۶ فوریه ۲۰۰۲    |
| ۱۵۴۰۸۴ | 2002 CD233   | ۱۱ فوریه ۲۰۰۲   |
| ۱۵۴۰۸۵ | 2002 CD237   | ۱۰ فوریه ۲۰۰۲   |
| ۱۵۴۰۸۶ | 2002 CL237   | ۱۰ فوریه ۲۰۰۲   |
| ۱۵۴۰۸۷ | 2002 CC241   | ۱۱ فوریه ۲۰۰۲   |
| ۱۵۴۰۸۸ | 2002 CE248   | ۱۵ فوریه ۲۰۰۲   |
| ۱۵۴۰۸۹ | 2002 CD279   | ۷ فوریه ۲۰۰۲    |
| ۱۵۴۰۹۰ | 2002 CE284   | ۹ فوریه ۲۰۰۲    |
| ۱۵۴۰۹۱ | 2002 CK285   | ۱۰ فوریه ۲۰۰۲   |
| ۱۵۴۰۹۲ | 2002 CP285   | ۱۰ فوریه ۲۰۰۲   |
| ۱۵۴۰۹۳ | 2002 CB289   | ۱۰ فوریه ۲۰۰۲   |
| ۱۵۴۰۹۴ | 2002 CS299   | ۱۲ فوریه ۲۰۰۲   |
| ۱۵۴۰۹۵ | 2002 CS309   | ۱۰ فوریه ۲۰۰۲   |
| ۱۵۴۰۹۵ | 2002 DE      | ۱۶ فوریه ۲۰۰۲   |
| ۱۵۴۰۹۷ | 2002 DX6     | ۲۰ فوریه ۲۰۰۲   |
| ۱۵۴۰۹۸ | 2002 DK13    | ۱۶ فوریه ۲۰۰۲   |
| ۱۵۴۰۹۹ | 2002 DN16    | ۲۰ فوریه ۲۰۰۲   |
| ۱۵۴۱۰۰ | 2002 DR16    | ۲۰ فوریه ۲۰۰۲   |
| ۱۵۴۱۰۱ | 2002 DW17    | ۲۰ فوریه ۲۰۰۲   |
| ۱۵۴۱۰۲ | 2002 DY17    | ۲۰ فوریه ۲۰۰۲   |
| ۱۵۴۱۰۳ | 2002 EX3     | ۱۰ مارس ۲۰۰۲    |
| ۱۵۴۱۰۴ | 2002 EG4     | ۱۰ مارس ۲۰۰۲    |
| ۱۵۴۱۰۵ | 2002 EW4     | ۱۰ مارس ۲۰۰۲    |
| ۱۵۴۱۰۶ | 2002 EK8     | ۷ مارس ۲۰۰۲     |
| ۱۵۴۱۰۷ | 2002 EL10    | ۱۵ مارس ۲۰۰۲    |
| ۱۵۴۱۰۸ | 2002 EJ16    | ۶ مارس ۲۰۰۲     |
| ۱۵۴۱۰۹ | 2002 EW23    | ۵ مارس ۲۰۰۲     |
| ۱۵۴۱۱۰ | 2002 EP24    | ۵ مارس ۲۰۰۲     |
| ۱۵۴۱۱۱ | 2002 EH31    | ۹ مارس ۲۰۰۲     |
| ۱۵۴۱۱۲ | 2002 EA34    | ۱۱ مارس ۲۰۰۲    |
| ۱۵۴۱۱۳ | 2002 EW34    | ۱۱ مارس ۲۰۰۲    |
| ۱۵۴۱۱۴ | 2002 EN39    | ۹ مارس ۲۰۰۲     |
| ۱۵۴۱۱۵ | 2002 EE40    | ۹ مارس ۲۰۰۲     |
| ۱۵۴۱۱۶ | 2002 EJ56    | ۱۳ مارس ۲۰۰۲    |
| ۱۵۴۱۱۷ | 2002 EJ58    | ۱۳ مارس ۲۰۰۲    |
| ۱۵۴۱۱۸ | 2002 EH61    | ۱۳ مارس ۲۰۰۲    |
| ۱۵۴۱۱۹ | 2002 EN61    | ۱۳ مارس ۲۰۰۲    |
| ۱۵۴۱۲۰ | 2002 EZ67    | ۱۳ مارس ۲۰۰۲    |
| ۱۵۴۱۲۱ | 2002 EL72    | ۱۳ مارس ۲۰۰۲    |
| ۱۵۴۱۲۲ | 2002 EO77    | ۱۱ مارس ۲۰۰۲    |
| ۱۵۴۱۲۳ | 2002 EA82    | ۱۳ مارس ۲۰۰۲    |
| ۱۵۴۱۲۴ | 2002 ER82    | ۱۳ مارس ۲۰۰۲    |
| ۱۵۴۱۲۵ | 2002 EW82    | ۱۳ مارس ۲۰۰۲    |
| ۱۵۴۱۲۶ | 2002 EG84    | ۹ مارس ۲۰۰۲     |
| ۱۵۴۱۲۷ | 2002 EW84    | ۹ مارس ۲۰۰۲     |
| ۱۵۴۱۲۸ | 2002 EJ91    | ۱۲ مارس ۲۰۰۲    |
| ۱۵۴۱۲۹ | 2002 EA94    | ۱۴ مارس ۲۰۰۲    |
| ۱۵۴۱۳۰ | 2002 EP97    | ۱۲ مارس ۲۰۰۲    |
| ۱۵۴۱۳۱ | 2002 EK102   | ۶ مارس ۲۰۰۲     |
| ۱۵۴۱۳۲ | 2002 EL107   | ۹ مارس ۲۰۰۲     |
| ۱۵۴۱۳۳ | 2002 EM107   | ۹ مارس ۲۰۰۲     |
| ۱۵۴۱۳۴ | 2002 ET111   | ۹ مارس ۲۰۰۲     |
| ۱۵۴۱۳۵ | 2002 EC113   | ۱۰ مارس ۲۰۰۲    |
| ۱۵۴۱۳۶ | 2002 ES121   | ۱۲ مارس ۲۰۰۲    |
| ۱۵۴۱۳۷ | 2002 ET122   | ۱۲ مارس ۲۰۰۲    |
| ۱۵۴۱۳۸ | 2002 EZ122   | ۱۲ مارس ۲۰۰۲    |
| ۱۵۴۱۳۹ | 2002 EZ138   | ۱۲ مارس ۲۰۰۲    |
| ۱۵۴۱۴۰ | 2002 EY151   | ۱۵ مارس ۲۰۰۲    |
| ۱۵۴۱۴۱ | 2002 EJ160   | ۱۲ مارس ۲۰۰۲    |
| ۱۵۴۱۴۱ | 2002 FW      | ۱۸ مارس ۲۰۰۲    |
| ۱۵۴۱۴۳ | 2002 FJ2     | ۱۹ مارس ۲۰۰۲    |
| ۱۵۴۱۴۴ | 2002 FA5     | ۲۰ مارس ۲۰۰۲    |
| ۱۵۴۱۴۵ | 2002 FX5     | ۲۲ مارس ۲۰۰۲    |
| ۱۵۴۱۴۶ | 2002 FR11    | ۱۶ مارس ۲۰۰۲    |
| ۱۵۴۱۴۷ | 2002 FY34    | ۲۰ مارس ۲۰۰۲    |
| ۱۵۴۱۴۸ | 2002 FZ37    | ۳۰ مارس ۲۰۰۲    |
| ۱۵۴۱۴۹ | 2002 GS1     | ۵ آوریل ۲۰۰۲    |
| ۱۵۴۱۵۰ | 2002 GP3     | ۸ آوریل ۲۰۰۲    |
| ۱۵۴۱۵۱ | 2002 GQ3     | ۸ آوریل ۲۰۰۲    |
| ۱۵۴۱۵۲ | 2002 GX3     | ۴ آوریل ۲۰۰۲    |
| ۱۵۴۱۵۳ | 2002 GS4     | ۱۰ آوریل ۲۰۰۲   |
| ۱۵۴۱۵۴ | 2002 GB11    | ۱۰ آوریل ۲۰۰۲   |
| ۱۵۴۱۵۵ | 2002 GS11    | ۱۴ آوریل ۲۰۰۲   |
| ۱۵۴۱۵۶ | 2002 GY12    | ۱۴ آوریل ۲۰۰۲   |
| ۱۵۴۱۵۷ | 2002 GW21    | ۱۴ آوریل ۲۰۰۲   |
| ۱۵۴۱۵۸ | 2002 GO35    | ۲ آوریل ۲۰۰۲    |
| ۱۵۴۱۵۹ | 2002 GB39    | ۳ آوریل ۲۰۰۲    |
| ۱۵۴۱۶۰ | 2002 GG46    | ۲ آوریل ۲۰۰۲    |
| ۱۵۴۱۶۱ | 2002 GV48    | ۴ آوریل ۲۰۰۲    |
| ۱۵۴۱۶۲ | 2002 GE56    | ۵ آوریل ۲۰۰۲    |
| ۱۵۴۱۶۳ | 2002 GZ56    | ۸ آوریل ۲۰۰۲    |
| ۱۵۴۱۶۴ | 2002 GV60    | ۸ آوریل ۲۰۰۲    |
| ۱۵۴۱۶۵ | 2002 GR65    | ۸ آوریل ۲۰۰۲    |
| ۱۵۴۱۶۶ | 2002 GC66    | ۸ آوریل ۲۰۰۲    |
| ۱۵۴۱۶۷ | 2002 GD66    | ۸ آوریل ۲۰۰۲    |
| ۱۵۴۱۶۸ | 2002 GH67    | ۸ آوریل ۲۰۰۲    |
| ۱۵۴۱۶۹ | 2002 GQ67    | ۸ آوریل ۲۰۰۲    |
| ۱۵۴۱۷۰ | 2002 GH68    | ۸ آوریل ۲۰۰۲    |
| ۱۵۴۱۷۱ | 2002 GM68    | ۸ آوریل ۲۰۰۲    |
| ۱۵۴۱۷۲ | 2002 GA75    | ۹ آوریل ۲۰۰۲    |
| ۱۵۴۱۷۳ | 2002 GL78    | ۹ آوریل ۲۰۰۲    |
| ۱۵۴۱۷۴ | 2002 GH86    | ۱۰ آوریل ۲۰۰۲   |
| ۱۵۴۱۷۵ | 2002 GS99    | ۱۰ آوریل ۲۰۰۲   |
| ۱۵۴۱۷۶ | 2002 GQ102   | ۱۰ آوریل ۲۰۰۲   |
| ۱۵۴۱۷۷ | 2002 GR105   | ۱۱ آوریل ۲۰۰۲   |
| ۱۵۴۱۷۸ | 2002 GW105   | ۱۱ آوریل ۲۰۰۲   |
| ۱۵۴۱۷۹ | 2002 GV106   | ۱۱ آوریل ۲۰۰۲   |
| ۱۵۴۱۸۰ | 2002 GP109   | ۱۱ آوریل ۲۰۰۲   |
| ۱۵۴۱۸۱ | 2002 GW113   | ۱۱ آوریل ۲۰۰۲   |
| ۱۵۴۱۸۲ | 2002 GP115   | ۱۱ آوریل ۲۰۰۲   |
| ۱۵۴۱۸۳ | 2002 GJ117   | ۱۱ آوریل ۲۰۰۲   |
| ۱۵۴۱۸۴ | 2002 GN117   | ۱۱ آوریل ۲۰۰۲   |
| ۱۵۴۱۸۵ | 2002 GL121   | ۱۰ آوریل ۲۰۰۲   |
| ۱۵۴۱۸۶ | 2002 GV121   | ۱۰ آوریل ۲۰۰۲   |
| ۱۵۴۱۸۷ | 2002 GC122   | ۱۰ آوریل ۲۰۰۲   |
| ۱۵۴۱۸۸ | 2002 GL123   | ۱۰ آوریل ۲۰۰۲   |
| ۱۵۴۱۸۹ | 2002 GE124   | ۱۲ آوریل ۲۰۰۲   |
| ۱۵۴۱۹۰ | 2002 GP124   | ۱۲ آوریل ۲۰۰۲   |
| ۱۵۴۱۹۱ | 2002 GP129   | ۱۲ آوریل ۲۰۰۲   |
| ۱۵۴۱۹۲ | 2002 GT140   | ۱۳ آوریل ۲۰۰۲   |
| ۱۵۴۱۹۳ | 2002 GV145   | ۱۲ آوریل ۲۰۰۲   |
| ۱۵۴۱۹۴ | 2002 GZ145   | ۱۲ آوریل ۲۰۰۲   |
| ۱۵۴۱۹۵ | 2002 GP147   | ۱۳ آوریل ۲۰۰۲   |
| ۱۵۴۱۹۶ | 2002 GD152   | ۱۲ آوریل ۲۰۰۲   |
| ۱۵۴۱۹۷ | 2002 GB154   | ۱۲ آوریل ۲۰۰۲   |
| ۱۵۴۱۹۸ | 2002 GT162   | ۱۴ آوریل ۲۰۰۲   |
| ۱۵۴۱۹۹ | 2002 GB163   | ۱۴ آوریل ۲۰۰۲   |
| ۱۵۴۲۰۰ | 2002 GH170   | ۹ آوریل ۲۰۰۲    |
| ۱۵۴۲۰۱ | 2002 GQ173   | ۱۰ آوریل ۲۰۰۲   |
| ۱۵۴۲۰۲ | 2002 HK3     | ۱۶ آوریل ۲۰۰۲   |
| ۱۵۴۲۰۳ | 2002 HD7     | ۱۸ آوریل ۲۰۰۲   |
| ۱۵۴۲۰۴ | 2002 HL8     | ۱۸ آوریل ۲۰۰۲   |
| ۱۵۴۲۰۵ | 2002 HX13    | ۲۱ آوریل ۲۰۰۲   |
| ۱۵۴۲۰۶ | 2002 HD16    | ۱۸ آوریل ۲۰۰۲   |
| ۱۵۴۲۰۷ | 2002 JH5     | ۵ مه ۲۰۰۲       |
| ۱۵۴۲۰۸ | 2002 JS21    | ۹ مه ۲۰۰۲       |
| ۱۵۴۲۰۹ | 2002 JV23    | ۸ مه ۲۰۰۲       |
| ۱۵۴۲۱۰ | 2002 JD36    | ۹ مه ۲۰۰۲       |
| ۱۵۴۲۱۱ | 2002 JZ36    | ۹ مه ۲۰۰۲       |
| ۱۵۴۲۱۲ | 2002 JL37    | ۸ مه ۲۰۰۲       |
| ۱۵۴۲۱۳ | 2002 JO39    | ۱۰ مه ۲۰۰۲      |
| ۱۵۴۲۱۴ | 2002 JV39    | ۱۰ مه ۲۰۰۲      |
| ۱۵۴۲۱۵ | 2002 JN41    | ۸ مه ۲۰۰۲       |
| ۱۵۴۲۱۶ | 2002 JR55    | ۹ مه ۲۰۰۲       |
| ۱۵۴۲۱۷ | 2002 JR60    | ۱۰ مه ۲۰۰۲      |
| ۱۵۴۲۱۸ | 2002 JL61    | ۸ مه ۲۰۰۲       |
| ۱۵۴۲۱۹ | 2002 JL62    | ۸ مه ۲۰۰۲       |
| ۱۵۴۲۲۰ | 2002 JG63    | ۹ مه ۲۰۰۲       |
| ۱۵۴۲۲۱ | 2002 JS64    | ۹ مه ۲۰۰۲       |
| ۱۵۴۲۲۲ | 2002 JG73    | ۸ مه ۲۰۰۲       |
| ۱۵۴۲۲۳ | 2002 JQ76    | ۱۱ مه ۲۰۰۲      |
| ۱۵۴۲۲۴ | 2002 JB77    | ۱۱ مه ۲۰۰۲      |
| ۱۵۴۲۲۵ | 2002 JF78    | ۱۱ مه ۲۰۰۲      |
| ۱۵۴۲۲۶ | 2002 JL88    | ۱۱ مه ۲۰۰۲      |
| ۱۵۴۲۲۷ | 2002 JE94    | ۱۱ مه ۲۰۰۲      |
| ۱۵۴۲۲۸ | 2002 JQ95    | ۱۱ مه ۲۰۰۲      |
| ۱۵۴۲۲۹ | 2002 JN97    | ۱۳ مه ۲۰۰۲      |
| ۱۵۴۲۳۰ | 2002 JM98    | ۱۱ مه ۲۰۰۲      |
| ۱۵۴۲۳۱ | 2002 JO103   | ۱۰ مه ۲۰۰۲      |
| ۱۵۴۲۳۲ | 2002 JC104   | ۱۰ مه ۲۰۰۲      |
| ۱۵۴۲۳۳ | 2002 JL109   | ۱۱ مه ۲۰۰۲      |
| ۱۵۴۲۳۴ | 2002 JP109   | ۱۱ مه ۲۰۰۲      |
| ۱۵۴۲۳۵ | 2002 JZ118   | ۵ مه ۲۰۰۲       |
| ۱۵۴۲۳۶ | 2002 JM122   | ۶ مه ۲۰۰۲       |
| ۱۵۴۲۳۷ | 2002 JA123   | ۶ مه ۲۰۰۲       |
| ۱۵۴۲۳۸ | 2002 JF123   | ۶ مه ۲۰۰۲       |
| ۱۵۴۲۳۹ | 2002 JW133   | ۹ مه ۲۰۰۲       |
| ۱۵۴۲۴۰ | 2002 JW139   | ۱۰ مه ۲۰۰۲      |
| ۱۵۴۲۴۱ | 2002 JD146   | ۱۵ مه ۲۰۰۲      |
| ۱۵۴۲۴۲ | 2002 KR2     | ۱۸ مه ۲۰۰۲      |
| ۱۵۴۲۴۳ | 2002 KA6     | ۱۸ مه ۲۰۰۲      |
| ۱۵۴۲۴۴ | 2002 KL6     | ۲۷ مه ۲۰۰۲      |
| ۱۵۴۲۴۵ | 2002 KA8     | ۲۹ مه ۲۰۰۲      |
| ۱۵۴۲۴۶ | 2002 KB8     | ۲۹ مه ۲۰۰۲      |
| ۱۵۴۲۴۷ | 2002 KF8     | ۲۹ مه ۲۰۰۲      |
| ۱۵۴۲۴۸ | 2002 KE10    | ۱۶ مه ۲۰۰۲      |
| ۱۵۴۲۴۹ | 2002 KQ11    | ۱۷ مه ۲۰۰۲      |
| ۱۵۴۲۵۰ | 2002 KY13    | ۲۱ مه ۲۰۰۲      |
| ۱۵۴۲۵۱ | 2002 LB5     | ۴ ژوئن ۲۰۰۲     |
| ۱۵۴۲۵۲ | 2002 LP5     | ۶ ژوئن ۲۰۰۲     |
| ۱۵۴۲۵۳ | 2002 LH39    | ۱۰ ژوئن ۲۰۰۲    |
| ۱۵۴۲۵۴ | 2002 LD40    | ۱۰ ژوئن ۲۰۰۲    |
| ۱۵۴۲۵۵ | 2002 LA45    | ۵ ژوئن ۲۰۰۲     |
| ۱۵۴۲۵۶ | 2002 LV55    | ۱۴ ژوئن ۲۰۰۲    |
| ۱۵۴۲۵۷ | 2002 LD56    | ۱۵ ژوئن ۲۰۰۲    |
| ۱۵۴۲۵۸ | 2002 NN7     | ۵ ژوئیه ۲۰۰۲    |
| ۱۵۴۲۵۹ | 2002 NY55    | ۱۲ ژوئیه ۲۰۰۲   |
| ۱۵۴۲۵۹ | 2002 PZ      | ۱ اوت ۲۰۰۲      |
| ۱۵۴۲۶۱ | 2002 RZ8     | ۴ سپتامبر ۲۰۰۲  |
| ۱۵۴۲۶۲ | 2002 RW12    | ۴ سپتامبر ۲۰۰۲  |
| ۱۵۴۲۶۳ | 2002 RM39    | ۵ سپتامبر ۲۰۰۲  |
| ۱۵۴۲۶۴ | 2002 RP42    | ۵ سپتامبر ۲۰۰۲  |
| ۱۵۴۲۶۵ | 2002 RX91    | ۵ سپتامبر ۲۰۰۲  |
| ۱۵۴۲۶۶ | 2002 RQ100   | ۵ سپتامبر ۲۰۰۲  |
| ۱۵۴۲۶۷ | 2002 RK107   | ۵ سپتامبر ۲۰۰۲  |
| ۱۵۴۲۶۸ | 2002 RM129   | ۹ سپتامبر ۲۰۰۲  |
| ۱۵۴۲۶۸ | 2002 SM      | ۱۶ سپتامبر ۲۰۰۲ |
| ۱۵۴۲۷۰ | 2002 SG5     | ۲۷ سپتامبر ۲۰۰۲ |
| ۱۵۴۲۷۱ | 2002 SZ17    | ۲۶ سپتامبر ۲۰۰۲ |
| ۱۵۴۲۷۲ | 2002 SE31    | ۲۸ سپتامبر ۲۰۰۲ |
| ۱۵۴۲۷۳ | 2002 SK37    | ۲۹ سپتامبر ۲۰۰۲ |
| ۱۵۴۲۷۴ | 2002 SX38    | ۳۰ سپتامبر ۲۰۰۲ |
| ۱۵۴۲۷۵ | 2002 SR41    | ۳۰ سپتامبر ۲۰۰۲ |
| ۱۵۴۲۷۶ | 2002 SY50    | ۳۰ سپتامبر ۲۰۰۲ |
| ۱۵۴۲۷۷ | 2002 SD56    | ۳۰ سپتامبر ۲۰۰۲ |
| ۱۵۴۲۷۸ | 2002 TB9     | ۲ اکتبر ۲۰۰۲    |
| ۱۵۴۲۷۹ | 2002 TO38    | ۲ اکتبر ۲۰۰۲    |
| ۱۵۴۲۸۰ | 2002 TS39    | ۲ اکتبر ۲۰۰۲    |
| ۱۵۴۲۸۱ | 2002 TF42    | ۲ اکتبر ۲۰۰۲    |
| ۱۵۴۲۸۲ | 2002 TM46    | ۲ اکتبر ۲۰۰۲    |
| ۱۵۴۲۸۳ | 2002 TD52    | ۲ اکتبر ۲۰۰۲    |
| ۱۵۴۲۸۴ | 2002 TG52    | ۲ اکتبر ۲۰۰۲    |
| ۱۵۴۲۸۵ | 2002 TY54    | ۲ اکتبر ۲۰۰۲    |
| ۱۵۴۲۸۶ | 2002 TO81    | ۱ اکتبر ۲۰۰۲    |
| ۱۵۴۲۸۷ | 2002 TE101   | ۴ اکتبر ۲۰۰۲    |
| ۱۵۴۲۸۸ | 2002 TR118   | ۳ اکتبر ۲۰۰۲    |
| ۱۵۴۲۸۹ | 2002 TY127   | ۴ اکتبر ۲۰۰۲    |
| ۱۵۴۲۹۰ | 2002 TA208   | ۴ اکتبر ۲۰۰۲    |
| ۱۵۴۲۹۱ | 2002 TT249   | ۷ اکتبر ۲۰۰۲    |
| ۱۵۴۲۹۲ | 2002 TJ258   | ۹ اکتبر ۲۰۰۲    |
| ۱۵۴۲۹۳ | 2002 TF260   | ۹ اکتبر ۲۰۰۲    |
| ۱۵۴۲۹۴ | 2002 TG280   | ۱۰ اکتبر ۲۰۰۲   |
| ۱۵۴۲۹۵ | 2002 TT285   | ۱۰ اکتبر ۲۰۰۲   |
| ۱۵۴۲۹۶ | 2002 TG287   | ۱۰ اکتبر ۲۰۰۲   |
| ۱۵۴۲۹۷ | 2002 TW288   | ۱۰ اکتبر ۲۰۰۲   |
| ۱۵۴۲۹۸ | 2002 TH289   | ۱۰ اکتبر ۲۰۰۲   |
| ۱۵۴۲۹۹ | 2002 TF294   | ۱۱ اکتبر ۲۰۰۲   |
| ۱۵۴۲۹۹ | 2002 UO      | ۲۲ اکتبر ۲۰۰۲   |
| ۱۵۴۳۰۱ | 2002 UZ1     | ۲۶ اکتبر ۲۰۰۲   |
| ۱۵۴۳۰۲ | 2002 UQ3     | ۲۹ اکتبر ۲۰۰۲   |
| ۱۵۴۳۰۳ | 2002 UW20    | ۲۸ اکتبر ۲۰۰۲   |
| ۱۵۴۳۰۴ | 2002 UG32    | ۳۰ اکتبر ۲۰۰۲   |
| ۱۵۴۳۰۵ | 2002 UM32    | ۳۰ اکتبر ۲۰۰۲   |
| ۱۵۴۳۰۶ | 2002 UV32    | ۳۰ اکتبر ۲۰۰۲   |
| ۱۵۴۳۰۷ | 2002 UX48    | ۳۱ اکتبر ۲۰۰۲   |
| ۱۵۴۳۰۸ | 2002 VC2     | ۲ نوامبر ۲۰۰۲   |
| ۱۵۴۳۰۹ | 2002 VZ5     | ۴ نوامبر ۲۰۰۲   |
| ۱۵۴۳۱۰ | 2002 VZ6     | ۱ نوامبر ۲۰۰۲   |
| ۱۵۴۳۱۱ | 2002 VU16    | ۵ نوامبر ۲۰۰۲   |
| ۱۵۴۳۱۲ | 2002 VX18    | ۴ نوامبر ۲۰۰۲   |
| ۱۵۴۳۱۳ | 2002 VF19    | ۴ نوامبر ۲۰۰۲   |
| ۱۵۴۳۱۴ | 2002 VB20    | ۴ نوامبر ۲۰۰۲   |
| ۱۵۴۳۱۵ | 2002 VO20    | ۵ نوامبر ۲۰۰۲   |
| ۱۵۴۳۱۶ | 2002 VM22    | ۵ نوامبر ۲۰۰۲   |
| ۱۵۴۳۱۷ | 2002 VW22    | ۵ نوامبر ۲۰۰۲   |
| ۱۵۴۳۱۸ | 2002 VM23    | ۵ نوامبر ۲۰۰۲   |
| ۱۵۴۳۱۹ | 2002 VM27    | ۵ نوامبر ۲۰۰۲   |
| ۱۵۴۳۲۰ | 2002 VO28    | ۵ نوامبر ۲۰۰۲   |
| ۱۵۴۳۲۱ | 2002 VE34    | ۵ نوامبر ۲۰۰۲   |
| ۱۵۴۳۲۲ | 2002 VF45    | ۵ نوامبر ۲۰۰۲   |
| ۱۵۴۳۲۳ | 2002 VP47    | ۵ نوامبر ۲۰۰۲   |
| ۱۵۴۳۲۴ | 2002 VS48    | ۵ نوامبر ۲۰۰۲   |
| ۱۵۴۳۲۵ | 2002 VW63    | ۶ نوامبر ۲۰۰۲   |
| ۱۵۴۳۲۶ | 2002 VP64    | ۶ نوامبر ۲۰۰۲   |
| ۱۵۴۳۲۷ | 2002 VP65    | ۷ نوامبر ۲۰۰۲   |
| ۱۵۴۳۲۸ | 2002 VM80    | ۷ نوامبر ۲۰۰۲   |
| ۱۵۴۳۲۹ | 2002 VA92    | ۱۲ نوامبر ۲۰۰۲  |
| ۱۵۴۳۳۰ | 2002 VX94    | ۱۴ نوامبر ۲۰۰۲  |
| ۱۵۴۳۳۱ | 2002 VF95    | ۱۴ نوامبر ۲۰۰۲  |
| ۱۵۴۳۳۲ | 2002 VO97    | ۱۲ نوامبر ۲۰۰۲  |
| ۱۵۴۳۳۳ | 2002 VW97    | ۱۲ نوامبر ۲۰۰۲  |
| ۱۵۴۳۳۴ | 2002 VW101   | ۱۱ نوامبر ۲۰۰۲  |
| ۱۵۴۳۳۵ | 2002 VH105   | ۱۲ نوامبر ۲۰۰۲  |
| ۱۵۴۳۳۶ | 2002 VA112   | ۱۳ نوامبر ۲۰۰۲  |
| ۱۵۴۳۳۷ | 2002 VV121   | ۱۳ نوامبر ۲۰۰۲  |
| ۱۵۴۳۳۸ | 2002 VJ126   | ۱۲ نوامبر ۲۰۰۲  |
| ۱۵۴۳۳۸ | 2002 WM      | ۱۸ نوامبر ۲۰۰۲  |
| ۱۵۴۳۴۰ | 2002 WN1     | ۲۳ نوامبر ۲۰۰۲  |
| ۱۵۴۳۴۱ | 2002 WQ1     | ۲۳ نوامبر ۲۰۰۲  |
| ۱۵۴۳۴۲ | 2002 WK7     | ۲۴ نوامبر ۲۰۰۲  |
| ۱۵۴۳۴۳ | 2002 WT9     | ۲۴ نوامبر ۲۰۰۲  |
| ۱۵۴۳۴۴ | 2002 WN10    | ۲۴ نوامبر ۲۰۰۲  |
| ۱۵۴۳۴۵ | 2002 WS18    | ۲۹ نوامبر ۲۰۰۲  |
| ۱۵۴۳۴۵ | 2002 XP      | ۱ دسامبر ۲۰۰۲   |
| ۱۵۴۳۴۷ | 2002 XK4     | ۴ دسامبر ۲۰۰۲   |
| ۱۵۴۳۴۸ | 2002 XB14    | ۱ دسامبر ۲۰۰۲   |
| ۱۵۴۳۴۹ | 2002 XH17    | ۵ دسامبر ۲۰۰۲   |
| ۱۵۴۳۵۰ | 2002 XX18    | ۵ دسامبر ۲۰۰۲   |
| ۱۵۴۳۵۱ | 2002 XG24    | ۵ دسامبر ۲۰۰۲   |
| ۱۵۴۳۵۲ | 2002 XB26    | ۵ دسامبر ۲۰۰۲   |
| ۱۵۴۳۵۳ | 2002 XF26    | ۶ دسامبر ۲۰۰۲   |
| ۱۵۴۳۵۴ | 2002 XP26    | ۳ دسامبر ۲۰۰۲   |
| ۱۵۴۳۵۵ | 2002 XU32    | ۶ دسامبر ۲۰۰۲   |
| ۱۵۴۳۵۶ | 2002 XE36    | ۵ دسامبر ۲۰۰۲   |
| ۱۵۴۳۵۷ | 2002 XO44    | ۷ دسامبر ۲۰۰۲   |
| ۱۵۴۳۵۸ | 2002 XM47    | ۹ دسامبر ۲۰۰۲   |
| ۱۵۴۳۵۹ | 2002 XZ48    | ۱۰ دسامبر ۲۰۰۲  |
| ۱۵۴۳۶۰ | 2002 XU54    | ۱۰ دسامبر ۲۰۰۲  |
| ۱۵۴۳۶۱ | 2002 XH55    | ۱۰ دسامبر ۲۰۰۲  |
| ۱۵۴۳۶۲ | 2002 XV58    | ۱۱ دسامبر ۲۰۰۲  |
| ۱۵۴۳۶۳ | 2002 XB61    | ۱۰ دسامبر ۲۰۰۲  |
| ۱۵۴۳۶۴ | 2002 XM62    | ۱۱ دسامبر ۲۰۰۲  |
| ۱۵۴۳۶۵ | 2002 XS63    | ۱۱ دسامبر ۲۰۰۲  |
| ۱۵۴۳۶۶ | 2002 XS68    | ۱۱ دسامبر ۲۰۰۲  |
| ۱۵۴۳۶۷ | 2002 XE71    | ۱۰ دسامبر ۲۰۰۲  |
| ۱۵۴۳۶۸ | 2002 XJ72    | ۱۱ دسامبر ۲۰۰۲  |
| ۱۵۴۳۶۹ | 2002 XX77    | ۱۱ دسامبر ۲۰۰۲  |
| ۱۵۴۳۷۰ | 2002 XY78    | ۱۱ دسامبر ۲۰۰۲  |
| ۱۵۴۳۷۱ | 2002 XR83    | ۱۳ دسامبر ۲۰۰۲  |
| ۱۵۴۳۷۲ | 2002 XM84    | ۱۲ دسامبر ۲۰۰۲  |
| ۱۵۴۳۷۳ | 2002 XQ84    | ۱۱ دسامبر ۲۰۰۲  |
| ۱۵۴۳۷۴ | 2002 XK85    | ۱۱ دسامبر ۲۰۰۲  |
| ۱۵۴۳۷۵ | 2002 XO86    | ۱۱ دسامبر ۲۰۰۲  |
| ۱۵۴۳۷۶ | 2002 XC110   | ۶ دسامبر ۲۰۰۲   |
| ۱۵۴۳۷۷ | 2002 XC113   | ۶ دسامبر ۲۰۰۲   |
| ۱۵۴۳۷۸ | 2002 XR115   | ۱۴ دسامبر ۲۰۰۲  |
| ۱۵۴۳۷۹ | 2002 YD8     | ۲۸ دسامبر ۲۰۰۲  |
| ۱۵۴۳۸۰ | 2002 YJ17    | ۳۱ دسامبر ۲۰۰۲  |
| ۱۵۴۳۸۱ | 2002 YN26    | ۳۱ دسامبر ۲۰۰۲  |
| ۱۵۴۳۸۲ | 2002 YS26    | ۳۱ دسامبر ۲۰۰۲  |
| ۱۵۴۳۸۳ | 2002 YA27    | ۳۱ دسامبر ۲۰۰۲  |
| ۱۵۴۳۸۴ | 2002 YG29    | ۳۱ دسامبر ۲۰۰۲  |
| ۱۵۴۳۸۵ | 2003 AS6     | ۲ ژانویه ۲۰۰۳   |
| ۱۵۴۳۸۶ | 2003 AU9     | ۴ ژانویه ۲۰۰۳   |
| ۱۵۴۳۸۷ | 2003 AQ11    | ۱ ژانویه ۲۰۰۳   |
| ۱۵۴۳۸۸ | 2003 AH17    | ۵ ژانویه ۲۰۰۳   |
| ۱۵۴۳۸۹ | 2003 AT18    | ۳ ژانویه ۲۰۰۳   |
| ۱۵۴۳۹۰ | 2003 AE19    | ۴ ژانویه ۲۰۰۳   |
| ۱۵۴۳۹۱ | 2003 AQ20    | ۵ ژانویه ۲۰۰۳   |
| ۱۵۴۳۹۲ | 2003 AR28    | ۴ ژانویه ۲۰۰۳   |
| ۱۵۴۳۹۳ | 2003 AV28    | ۴ ژانویه ۲۰۰۳   |
| ۱۵۴۳۹۴ | 2003 AC30    | ۴ ژانویه ۲۰۰۳   |
| ۱۵۴۳۹۵ | 2003 AG30    | ۴ ژانویه ۲۰۰۳   |
| ۱۵۴۳۹۶ | 2003 AT33    | ۵ ژانویه ۲۰۰۳   |
| ۱۵۴۳۹۷ | 2003 AE38    | ۷ ژانویه ۲۰۰۳   |
| ۱۵۴۳۹۸ | 2003 AL40    | ۷ ژانویه ۲۰۰۳   |
| ۱۵۴۳۹۹ | 2003 AP41    | ۷ ژانویه ۲۰۰۳   |
| ۱۵۴۴۰۰ | 2003 AG50    | ۵ ژانویه ۲۰۰۳   |
| ۱۵۴۴۰۱ | 2003 AP52    | ۵ ژانویه ۲۰۰۳   |
| ۱۵۴۴۰۲ | 2003 AB53    | ۵ ژانویه ۲۰۰۳   |
| ۱۵۴۴۰۳ | 2003 AM54    | ۵ ژانویه ۲۰۰۳   |
| ۱۵۴۴۰۴ | 2003 AU56    | ۵ ژانویه ۲۰۰۳   |
| ۱۵۴۴۰۵ | 2003 AK57    | ۵ ژانویه ۲۰۰۳   |
| ۱۵۴۴۰۶ | 2003 AX58    | ۵ ژانویه ۲۰۰۳   |
| ۱۵۴۴۰۷ | 2003 AB59    | ۵ ژانویه ۲۰۰۳   |
| ۱۵۴۴۰۸ | 2003 AJ75    | ۱۰ ژانویه ۲۰۰۳  |
| ۱۵۴۴۰۹ | 2003 AN75    | ۱۰ ژانویه ۲۰۰۳  |
| ۱۵۴۴۱۰ | 2003 AY77    | ۱۰ ژانویه ۲۰۰۳  |
| ۱۵۴۴۱۱ | 2003 AR82    | ۱۱ ژانویه ۲۰۰۳  |
| ۱۵۴۴۱۲ | 2003 AX82    | ۸ ژانویه ۲۰۰۳   |
| ۱۵۴۴۱۳ | 2003 BQ8     | ۲۶ ژانویه ۲۰۰۳  |
| ۱۵۴۴۱۴ | 2003 BH12    | ۲۶ ژانویه ۲۰۰۳  |
| ۱۵۴۴۱۵ | 2003 BQ19    | ۲۶ ژانویه ۲۰۰۳  |
| ۱۵۴۴۱۶ | 2003 BF21    | ۲۷ ژانویه ۲۰۰۳  |
| ۱۵۴۴۱۷ | 2003 BO25    | ۲۶ ژانویه ۲۰۰۳  |
| ۱۵۴۴۱۸ | 2003 BR26    | ۲۶ ژانویه ۲۰۰۳  |
| ۱۵۴۴۱۹ | 2003 BH27    | ۲۶ ژانویه ۲۰۰۳  |
| ۱۵۴۴۲۰ | 2003 BB31    | ۲۷ ژانویه ۲۰۰۳  |
| ۱۵۴۴۲۱ | 2003 BO33    | ۲۷ ژانویه ۲۰۰۳  |
| ۱۵۴۴۲۲ | 2003 BO36    | ۲۷ ژانویه ۲۰۰۳  |
| ۱۵۴۴۲۳ | 2003 BW40    | ۲۸ ژانویه ۲۰۰۳  |
| ۱۵۴۴۲۴ | 2003 BM42    | ۲۸ ژانویه ۲۰۰۳  |
| ۱۵۴۴۲۵ | 2003 BQ44    | ۲۷ ژانویه ۲۰۰۳  |
| ۱۵۴۴۲۶ | 2003 BE47    | ۲۹ ژانویه ۲۰۰۳  |
| ۱۵۴۴۲۷ | 2003 BC48    | ۲۷ ژانویه ۲۰۰۳  |
| ۱۵۴۴۲۸ | 2003 BE48    | ۲۷ ژانویه ۲۰۰۳  |
| ۱۵۴۴۲۹ | 2003 BY49    | ۲۷ ژانویه ۲۰۰۳  |
| ۱۵۴۴۳۰ | 2003 BX50    | ۲۷ ژانویه ۲۰۰۳  |
| ۱۵۴۴۳۱ | 2003 BN51    | ۲۷ ژانویه ۲۰۰۳  |
| ۱۵۴۴۳۲ | 2003 BP51    | ۲۷ ژانویه ۲۰۰۳  |
| ۱۵۴۴۳۳ | 2003 BE55    | ۲۷ ژانویه ۲۰۰۳  |
| ۱۵۴۴۳۴ | 2003 BC56    | ۲۸ ژانویه ۲۰۰۳  |
| ۱۵۴۴۳۵ | 2003 BO57    | ۲۷ ژانویه ۲۰۰۳  |
| ۱۵۴۴۳۶ | 2003 BD66    | ۳۰ ژانویه ۲۰۰۳  |
| ۱۵۴۴۳۷ | 2003 BX67    | ۲۷ ژانویه ۲۰۰۳  |
| ۱۵۴۴۳۸ | 2003 BM77    | ۳۰ ژانویه ۲۰۰۳  |
| ۱۵۴۴۳۹ | 2003 BW77    | ۳۰ ژانویه ۲۰۰۳  |
| ۱۵۴۴۴۰ | 2003 BO79    | ۳۱ ژانویه ۲۰۰۳  |
| ۱۵۴۴۴۱ | 2003 BV80    | ۳۰ ژانویه ۲۰۰۳  |
| ۱۵۴۴۴۲ | 2003 BS82    | ۳۱ ژانویه ۲۰۰۳  |
| ۱۵۴۴۴۳ | 2003 BX82    | ۳۱ ژانویه ۲۰۰۳  |
| ۱۵۴۴۴۴ | 2003 BF83    | ۳۱ ژانویه ۲۰۰۳  |
| ۱۵۴۴۴۵ | 2003 BQ84    | ۳۰ ژانویه ۲۰۰۳  |
| ۱۵۴۴۴۶ | 2003 CY1     | ۱ فوریه ۲۰۰۳    |
| ۱۵۴۴۴۷ | 2003 CZ1     | ۱ فوریه ۲۰۰۳    |
| ۱۵۴۴۴۸ | 2003 CT4     | ۱ فوریه ۲۰۰۳    |
| ۱۵۴۴۴۹ | 2003 CY5     | ۱ فوریه ۲۰۰۳    |
| ۱۵۴۴۵۰ | 2003 CE6     | ۱ فوریه ۲۰۰۳    |
| ۱۵۴۴۵۱ | 2003 CN9     | ۲ فوریه ۲۰۰۳    |
| ۱۵۴۴۵۲ | 2003 CO10    | ۳ فوریه ۲۰۰۳    |
| ۱۵۴۴۵۳ | 2003 CJ11    | ۳ فوریه ۲۰۰۳    |
| ۱۵۴۴۵۴ | 2003 CG12    | ۲ فوریه ۲۰۰۳    |
| ۱۵۴۴۵۵ | 2003 CL12    | ۲ فوریه ۲۰۰۳    |
| ۱۵۴۴۵۶ | 2003 CE18    | ۸ فوریه ۲۰۰۳    |
| ۱۵۴۴۵۷ | 2003 CK19    | ۸ فوریه ۲۰۰۳    |
| ۱۵۴۴۵۸ | 2003 CU19    | ۸ فوریه ۲۰۰۳    |
| ۱۵۴۴۵۹ | 2003 DJ1     | ۲۱ فوریه ۲۰۰۳   |
| ۱۵۴۴۶۰ | 2003 DO1     | ۲۱ فوریه ۲۰۰۳   |
| ۱۵۴۴۶۱ | 2003 DU5     | ۱۹ فوریه ۲۰۰۳   |
| ۱۵۴۴۶۲ | 2003 DC6     | ۲۲ فوریه ۲۰۰۳   |
| ۱۵۴۴۶۳ | 2003 DL6     | ۲۴ فوریه ۲۰۰۳   |
| ۱۵۴۴۶۴ | 2003 DU12    | ۲۶ فوریه ۲۰۰۳   |
| ۱۵۴۴۶۵ | 2003 DB13    | ۲۲ فوریه ۲۰۰۳   |
| ۱۵۴۴۶۶ | 2003 DO15    | ۲۶ فوریه ۲۰۰۳   |
| ۱۵۴۴۶۷ | 2003 DR15    | ۲۷ فوریه ۲۰۰۳   |
| ۱۵۴۴۶۸ | 2003 DG17    | ۲۸ فوریه ۲۰۰۳   |
| ۱۵۴۴۶۹ | 2003 DR17    | ۲۲ فوریه ۲۰۰۳   |
| ۱۵۴۴۷۰ | 2003 DP19    | ۲۲ فوریه ۲۰۰۳   |
| ۱۵۴۴۷۱ | 2003 DX20    | ۲۲ فوریه ۲۰۰۳   |
| ۱۵۴۴۷۲ | 2003 DD24    | ۲۲ فوریه ۲۰۰۳   |
| ۱۵۴۴۷۳ | 2003 DM24    | ۲۲ فوریه ۲۰۰۳   |
| ۱۵۴۴۷۴ | 2003 EJ2     | ۵ مارس ۲۰۰۳     |
| ۱۵۴۴۷۵ | 2003 EU2     | ۵ مارس ۲۰۰۳     |
| ۱۵۴۴۷۶ | 2003 EX3     | ۶ مارس ۲۰۰۳     |
| ۱۵۴۴۷۷ | 2003 EW5     | ۵ مارس ۲۰۰۳     |
| ۱۵۴۴۷۸ | 2003 EJ10    | ۶ مارس ۲۰۰۳     |
| ۱۵۴۴۷۹ | 2003 ET10    | ۶ مارس ۲۰۰۳     |
| ۱۵۴۴۸۰ | 2003 ED18    | ۶ مارس ۲۰۰۳     |
| ۱۵۴۴۸۱ | 2003 EB24    | ۶ مارس ۲۰۰۳     |
| ۱۵۴۴۸۲ | 2003 EX25    | ۶ مارس ۲۰۰۳     |
| ۱۵۴۴۸۳ | 2003 EO28    | ۶ مارس ۲۰۰۳     |
| ۱۵۴۴۸۴ | 2003 EB31    | ۶ مارس ۲۰۰۳     |
| ۱۵۴۴۸۵ | 2003 EZ32    | ۷ مارس ۲۰۰۳     |
| ۱۵۴۴۸۶ | 2003 EJ33    | ۷ مارس ۲۰۰۳     |
| ۱۵۴۴۸۷ | 2003 EZ35    | ۷ مارس ۲۰۰۳     |
| ۱۵۴۴۸۸ | 2003 EL36    | ۷ مارس ۲۰۰۳     |
| ۱۵۴۴۸۹ | 2003 EN51    | ۷ مارس ۲۰۰۳     |
| ۱۵۴۴۹۰ | 2003 EQ60    | ۱۵ مارس ۲۰۰۳    |
| ۱۵۴۴۹۱ | 2003 FM2     | ۲۴ مارس ۲۰۰۳    |
| ۱۵۴۴۹۲ | 2003 FD4     | ۲۶ مارس ۲۰۰۳    |
| ۱۵۴۴۹۳ | 2003 FU6     | ۲۷ مارس ۲۰۰۳    |
| ۱۵۴۴۹۴ | 2003 FL10    | ۲۳ مارس ۲۰۰۳    |
| ۱۵۴۴۹۵ | 2003 FU15    | ۲۳ مارس ۲۰۰۳    |
| ۱۵۴۴۹۶ | 2003 FK18    | ۲۴ مارس ۲۰۰۳    |
| ۱۵۴۴۹۷ | 2003 FD21    | ۲۳ مارس ۲۰۰۳    |
| ۱۵۴۴۹۸ | 2003 FT24    | ۲۴ مارس ۲۰۰۳    |
| ۱۵۴۴۹۹ | 2003 FX26    | ۲۴ مارس ۲۰۰۳    |
| ۱۵۴۵۰۰ | 2003 FZ26    | ۲۴ مارس ۲۰۰۳    |
| ۱۵۴۵۰۱ | 2003 FR30    | ۲۵ مارس ۲۰۰۳    |
| ۱۵۴۵۰۲ | 2003 FV30    | ۳۰ مارس ۲۰۰۳    |
| ۱۵۴۵۰۳ | 2003 FQ35    | ۲۳ مارس ۲۰۰۳    |
| ۱۵۴۵۰۴ | 2003 FF40    | ۲۴ مارس ۲۰۰۳    |
| ۱۵۴۵۰۵ | 2003 FM41    | ۲۵ مارس ۲۰۰۳    |
| ۱۵۴۵۰۶ | 2003 FC42    | ۳۰ مارس ۲۰۰۳    |
| ۱۵۴۵۰۷ | 2003 FT47    | ۲۴ مارس ۲۰۰۳    |
| ۱۵۴۵۰۸ | 2003 FC49    | ۲۴ مارس ۲۰۰۳    |
| ۱۵۴۵۰۹ | 2003 FT54    | ۲۵ مارس ۲۰۰۳    |
| ۱۵۴۵۱۰ | 2003 FZ55    | ۲۶ مارس ۲۰۰۳    |
| ۱۵۴۵۱۱ | 2003 FG56    | ۲۶ مارس ۲۰۰۳    |
| ۱۵۴۵۱۲ | 2003 FH56    | ۲۶ مارس ۲۰۰۳    |
| ۱۵۴۵۱۳ | 2003 FM57    | ۲۶ مارس ۲۰۰۳    |
| ۱۵۴۵۱۴ | 2003 FQ57    | ۲۶ مارس ۲۰۰۳    |
| ۱۵۴۵۱۵ | 2003 FM62    | ۲۶ مارس ۲۰۰۳    |
| ۱۵۴۵۱۶ | 2003 FS63    | ۲۶ مارس ۲۰۰۳    |
| ۱۵۴۵۱۷ | 2003 FO69    | ۲۶ مارس ۲۰۰۳    |
| ۱۵۴۵۱۸ | 2003 FM71    | ۲۶ مارس ۲۰۰۳    |
| ۱۵۴۵۱۹ | 2003 FS78    | ۲۷ مارس ۲۰۰۳    |
| ۱۵۴۵۲۰ | 2003 FP82    | ۲۷ مارس ۲۰۰۳    |
| ۱۵۴۵۲۱ | 2003 FW83    | ۲۷ مارس ۲۰۰۳    |
| ۱۵۴۵۲۲ | 2003 FL91    | ۲۹ مارس ۲۰۰۳    |
| ۱۵۴۵۲۳ | 2003 FF92    | ۲۹ مارس ۲۰۰۳    |
| ۱۵۴۵۲۴ | 2003 FV98    | ۳۰ مارس ۲۰۰۳    |
| ۱۵۴۵۲۵ | 2003 FZ106   | ۲۷ مارس ۲۰۰۳    |
| ۱۵۴۵۲۶ | 2003 FO107   | ۳۰ مارس ۲۰۰۳    |
| ۱۵۴۵۲۷ | 2003 FO109   | ۳۱ مارس ۲۰۰۳    |
| ۱۵۴۵۲۸ | 2003 FN114   | ۳۱ مارس ۲۰۰۳    |
| ۱۵۴۵۲۹ | 2003 FW114   | ۳۱ مارس ۲۰۰۳    |
| ۱۵۴۵۳۰ | 2003 FH115   | ۳۱ مارس ۲۰۰۳    |
| ۱۵۴۵۳۱ | 2003 FD117   | ۲۴ مارس ۲۰۰۳    |
| ۱۵۴۵۳۲ | 2003 FV120   | ۲۵ مارس ۲۰۰۳    |
| ۱۵۴۵۳۳ | 2003 FC121   | ۲۵ مارس ۲۰۰۳    |
| ۱۵۴۵۳۴ | 2003 FS127   | ۳۱ مارس ۲۰۰۳    |
| ۱۵۴۵۳۵ | 2003 GH1     | ۱ آوریل ۲۰۰۳    |
| ۱۵۴۵۳۶ | 2003 GC7     | ۱ آوریل ۲۰۰۳    |
| ۱۵۴۵۳۷ | 2003 GV7     | ۲ آوریل ۲۰۰۳    |
| ۱۵۴۵۳۸ | 2003 GY8     | ۱ آوریل ۲۰۰۳    |
| ۱۵۴۵۳۹ | 2003 GM10    | ۳ آوریل ۲۰۰۳    |
| ۱۵۴۵۴۰ | 2003 GF13    | ۲ آوریل ۲۰۰۳    |
| ۱۵۴۵۴۱ | 2003 GU14    | ۲ آوریل ۲۰۰۳    |
| ۱۵۴۵۴۲ | 2003 GX26    | ۴ آوریل ۲۰۰۳    |
| ۱۵۴۵۴۳ | 2003 GZ28    | ۴ آوریل ۲۰۰۳    |
| ۱۵۴۵۴۴ | 2003 GP33    | ۴ آوریل ۲۰۰۳    |
| ۱۵۴۵۴۵ | 2003 GC35    | ۸ آوریل ۲۰۰۳    |
| ۱۵۴۵۴۶ | 2003 GL36    | ۵ آوریل ۲۰۰۳    |
| ۱۵۴۵۴۷ | 2003 GC37    | ۶ آوریل ۲۰۰۳    |
| ۱۵۴۵۴۸ | 2003 GP37    | ۷ آوریل ۲۰۰۳    |
| ۱۵۴۵۴۹ | 2003 GK38    | ۵ آوریل ۲۰۰۳    |
| ۱۵۴۵۵۰ | 2003 GT43    | ۹ آوریل ۲۰۰۳    |
| ۱۵۴۵۵۱ | 2003 GC44    | ۹ آوریل ۲۰۰۳    |
| ۱۵۴۵۵۲ | 2003 GX47    | ۸ آوریل ۲۰۰۳    |
| ۱۵۴۵۵۳ | 2003 GO50    | ۵ آوریل ۲۰۰۳    |
| ۱۵۴۵۵۴ | 2003 GC52    | ۱ آوریل ۲۰۰۳    |
| ۱۵۴۵۵۴ | 2003 HA      | ۲۱ آوریل ۲۰۰۳   |
| ۱۵۴۵۵۶ | 2003 HZ5     | ۲۲ آوریل ۲۰۰۳   |
| ۱۵۴۵۵۷ | 2003 HB8     | ۲۴ آوریل ۲۰۰۳   |
| ۱۵۴۵۵۸ | 2003 HR8     | ۲۵ آوریل ۲۰۰۳   |
| ۱۵۴۵۵۹ | 2003 HL10    | ۲۵ آوریل ۲۰۰۳   |
| ۱۵۴۵۶۰ | 2003 HV11    | ۲۵ آوریل ۲۰۰۳   |
| ۱۵۴۵۶۱ | 2003 HS16    | ۲۴ آوریل ۲۰۰۳   |
| ۱۵۴۵۶۲ | 2003 HD19    | ۲۶ آوریل ۲۰۰۳   |
| ۱۵۴۵۶۳ | 2003 HS27    | ۲۵ آوریل ۲۰۰۳   |
| ۱۵۴۵۶۴ | 2003 HR28    | ۲۶ آوریل ۲۰۰۳   |
| ۱۵۴۵۶۵ | 2003 HO30    | ۲۸ آوریل ۲۰۰۳   |
| ۱۵۴۵۶۶ | 2003 HR30    | ۲۸ آوریل ۲۰۰۳   |
| ۱۵۴۵۶۷ | 2003 HC31    | ۲۶ آوریل ۲۰۰۳   |
| ۱۵۴۵۶۸ | 2003 HG32    | ۲۶ آوریل ۲۰۰۳   |
| ۱۵۴۵۶۹ | 2003 HF33    | ۲۶ آوریل ۲۰۰۳   |
| ۱۵۴۵۷۰ | 2003 HC38    | ۲۸ آوریل ۲۰۰۳   |
| ۱۵۴۵۷۱ | 2003 HR40    | ۲۹ آوریل ۲۰۰۳   |
| ۱۵۴۵۷۲ | 2003 HV40    | ۲۹ آوریل ۲۰۰۳   |
| ۱۵۴۵۷۳ | 2003 HF41    | ۲۹ آوریل ۲۰۰۳   |
| ۱۵۴۵۷۴ | 2003 HM44    | ۲۷ آوریل ۲۰۰۳   |
| ۱۵۴۵۷۵ | 2003 HD49    | ۳۰ آوریل ۲۰۰۳   |
| ۱۵۴۵۷۶ | 2003 HV50    | ۲۸ آوریل ۲۰۰۳   |
| ۱۵۴۵۷۷ | 2003 HD54    | ۲۴ آوریل ۲۰۰۳   |
| ۱۵۴۵۷۸ | 2003 HL54    | ۲۴ آوریل ۲۰۰۳   |
| ۱۵۴۵۷۹ | 2003 HF55    | ۲۵ آوریل ۲۰۰۳   |
| ۱۵۴۵۸۰ | 2003 HT55    | ۲۳ آوریل ۲۰۰۳   |
| ۱۵۴۵۸۱ | 2003 JX3     | ۳ مه ۲۰۰۳       |
| ۱۵۴۵۸۲ | 2003 JX7     | ۲ مه ۲۰۰۳       |
| ۱۵۴۵۸۳ | 2003 JC12    | ۵ مه ۲۰۰۳       |
| ۱۵۴۵۸۴ | 2003 KB9     | ۲۶ مه ۲۰۰۳      |
| ۱۵۴۵۸۵ | 2003 KW14    | ۲۵ مه ۲۰۰۳      |
| ۱۵۴۵۸۶ | 2003 KB16    | ۲۸ مه ۲۰۰۳      |
| ۱۵۴۵۸۷ | 2003 KL22    | ۳۰ مه ۲۰۰۳      |
| ۱۵۴۵۸۸ | 2003 KC34    | ۲۶ مه ۲۰۰۳      |
| ۱۵۴۵۸۹ | 2003 MX2     | ۲۵ ژوئن ۲۰۰۳    |
| ۱۵۴۵۹۰ | 2003 MA3     | ۲۶ ژوئن ۲۰۰۳    |
| ۱۵۴۵۹۱ | 2003 MF5     | ۲۶ ژوئن ۲۰۰۳    |
| ۱۵۴۵۹۲ | 2003 NS1     | ۲ ژوئیه ۲۰۰۳    |
| ۱۵۴۵۹۳ | 2003 NK4     | ۳ ژوئیه ۲۰۰۳    |
| ۱۵۴۵۹۳ | 2003 OB      | ۱۸ ژوئیه ۲۰۰۳   |
| ۱۵۴۵۹۳ | 2003 OZ      | ۲۰ ژوئیه ۲۰۰۳   |
| ۱۵۴۵۹۶ | 2003 OP9     | ۲۴ ژوئیه ۲۰۰۳   |
| ۱۵۴۵۹۷ | 2003 OD16    | ۲۳ ژوئیه ۲۰۰۳   |
| ۱۵۴۵۹۸ | 2003 OY26    | ۲۴ ژوئیه ۲۰۰۳   |
| ۱۵۴۵۹۹ | 2003 OY29    | ۲۴ ژوئیه ۲۰۰۳   |
| ۱۵۴۶۰۰ | 2003 PJ2     | ۲ اوت ۲۰۰۳      |
| ۱۵۴۶۰۱ | 2003 PO2     | ۲ اوت ۲۰۰۳      |
| ۱۵۴۶۰۲ | 2003 PV11    | ۱ اوت ۲۰۰۳      |
| ۱۵۴۶۰۳ | 2003 QV25    | ۲۲ اوت ۲۰۰۳     |
| ۱۵۴۶۰۴ | 2003 QM29    | ۲۳ اوت ۲۰۰۳     |
| ۱۵۴۶۰۵ | 2003 QG34    | ۲۲ اوت ۲۰۰۳     |
| ۱۵۴۶۰۶ | 2003 QK45    | ۲۳ اوت ۲۰۰۳     |
| ۱۵۴۶۰۷ | 2003 QJ57    | ۲۳ اوت ۲۰۰۳     |
| ۱۵۴۶۰۸ | 2003 QE63    | ۲۳ اوت ۲۰۰۳     |
| ۱۵۴۶۰۹ | 2003 QF97    | ۳۰ اوت ۲۰۰۳     |
| ۱۵۴۶۱۰ | 2003 QD101   | ۲۸ اوت ۲۰۰۳     |
| ۱۵۴۶۱۱ | 2003 RL4     | ۲ سپتامبر ۲۰۰۳  |
| ۱۵۴۶۱۲ | 2003 SO37    | ۱۶ سپتامبر ۲۰۰۳ |
| ۱۵۴۶۱۳ | 2003 SJ56    | ۱۶ سپتامبر ۲۰۰۳ |
| ۱۵۴۶۱۴ | 2003 SN58    | ۱۷ سپتامبر ۲۰۰۳ |
| ۱۵۴۶۱۵ | 2003 SG59    | ۱۷ سپتامبر ۲۰۰۳ |
| ۱۵۴۶۱۶ | 2003 SX137   | ۲۱ سپتامبر ۲۰۰۳ |
| ۱۵۴۶۱۷ | 2003 SU155   | ۱۹ سپتامبر ۲۰۰۳ |
| ۱۵۴۶۱۸ | 2003 SZ176   | ۱۸ سپتامبر ۲۰۰۳ |
| ۱۵۴۶۱۹ | 2003 SV189   | ۲۳ سپتامبر ۲۰۰۳ |
| ۱۵۴۶۲۰ | 2003 ST203   | ۲۲ سپتامبر ۲۰۰۳ |
| ۱۵۴۶۲۱ | 2003 SZ204   | ۲۲ سپتامبر ۲۰۰۳ |
| ۱۵۴۶۲۲ | 2003 SD205   | ۲۳ سپتامبر ۲۰۰۳ |
| ۱۵۴۶۲۳ | 2003 SU238   | ۲۷ سپتامبر ۲۰۰۳ |
| ۱۵۴۶۲۴ | 2003 SS260   | ۲۷ سپتامبر ۲۰۰۳ |
| ۱۵۴۶۲۵ | 2003 SP297   | ۱۸ سپتامبر ۲۰۰۳ |
| ۱۵۴۶۲۶ | 2003 SP309   | ۲۷ سپتامبر ۲۰۰۳ |
| ۱۵۴۶۲۷ | 2003 UO14    | ۱۶ اکتبر ۲۰۰۳   |
| ۱۵۴۶۲۸ | 2003 UA224   | ۲۲ اکتبر ۲۰۰۳   |
| ۱۵۴۶۲۹ | 2003 UM263   | ۲۷ اکتبر ۲۰۰۳   |
| ۱۵۴۶۳۰ | 2003 VA10    | ۱۴ نوامبر ۲۰۰۳  |
| ۱۵۴۶۳۱ | 2003 WO25    | ۲۱ نوامبر ۲۰۰۳  |
| ۱۵۴۶۳۲ | 2003 WT151   | ۲۶ نوامبر ۲۰۰۳  |
| ۱۵۴۶۳۲ | 2003 XT      | ۳ دسامبر ۲۰۰۳   |
| ۱۵۴۶۳۴ | 2003 XX38    | ۴ دسامبر ۲۰۰۳   |
| ۱۵۴۶۳۴ | 2003 YX      | ۱۷ دسامبر ۲۰۰۳  |
| ۱۵۴۶۳۶ | 2003 YB4     | ۱۶ دسامبر ۲۰۰۳  |
| ۱۵۴۶۳۷ | 2003 YD26    | ۱۸ دسامبر ۲۰۰۳  |
| ۱۵۴۶۳۸ | 2003 YT79    | ۱۸ دسامبر ۲۰۰۳  |
| ۱۵۴۶۳۹ | 2003 YJ90    | ۱۹ دسامبر ۲۰۰۳  |
| ۱۵۴۶۴۰ | 2003 YW117   | ۱۷ دسامبر ۲۰۰۳  |
| ۱۵۴۶۴۱ | 2003 YS124   | ۲۸ دسامبر ۲۰۰۳  |
| ۱۵۴۶۴۲ | 2004 AX10    | ۵ ژانویه ۲۰۰۴   |
| ۱۵۴۶۴۳ | 2004 BN83    | ۲۸ ژانویه ۲۰۰۴  |
| ۱۵۴۶۴۴ | 2004 BH112   | ۲۶ ژانویه ۲۰۰۴  |
| ۱۵۴۶۴۵ | 2004 BY116   | ۲۸ ژانویه ۲۰۰۴  |
| ۱۵۴۶۴۶ | 2004 BC122   | ۲۸ ژانویه ۲۰۰۴  |
| ۱۵۴۶۴۷ | 2004 CS49    | ۱۱ فوریه ۲۰۰۴   |
| ۱۵۴۶۴۸ | 2004 DN3     | ۱۹ فوریه ۲۰۰۴   |
| ۱۵۴۶۴۹ | 2004 DH25    | ۱۹ فوریه ۲۰۰۴   |
| ۱۵۴۶۵۰ | 2004 EA12    | ۱۱ مارس ۲۰۰۴    |
| ۱۵۴۶۵۱ | 2004 EP15    | ۱۲ مارس ۲۰۰۴    |
| ۱۵۴۶۵۲ | 2004 EP20    | ۱۵ مارس ۲۰۰۴    |
| ۱۵۴۶۵۳ | 2004 ES54    | ۱۴ مارس ۲۰۰۴    |
| ۱۵۴۶۵۴ | 2004 EG85    | ۱۵ مارس ۲۰۰۴    |
| ۱۵۴۶۵۵ | 2004 EZ110   | ۱۵ مارس ۲۰۰۴    |
| ۱۵۴۶۵۶ | 2004 FE3     | ۱۷ مارس ۲۰۰۴    |
| ۱۵۴۶۵۷ | 2004 FE11    | ۱۷ مارس ۲۰۰۴    |
| ۱۵۴۶۵۸ | 2004 FA18    | ۲۷ مارس ۲۰۰۴    |
| ۱۵۴۶۵۹ | 2004 FT20    | ۱۶ مارس ۲۰۰۴    |
| ۱۵۴۶۶۰ | Kavelaars    | ۲۹ مارس ۲۰۰۴    |
| ۱۵۴۶۶۱ | 2004 FL32    | ۳۰ مارس ۲۰۰۴    |
| ۱۵۴۶۶۲ | 2004 FO46    | ۱۷ مارس ۲۰۰۴    |
| ۱۵۴۶۶۳ | 2004 FP65    | ۱۹ مارس ۲۰۰۴    |
| ۱۵۴۶۶۴ | 2004 FM67    | ۲۰ مارس ۲۰۰۴    |
| ۱۵۴۶۶۵ | 2004 FS70    | ۱۷ مارس ۲۰۰۴    |
| ۱۵۴۶۶۶ | 2004 FQ81    | ۱۶ مارس ۲۰۰۴    |
| ۱۵۴۶۶۷ | 2004 FW108   | ۲۳ مارس ۲۰۰۴    |
| ۱۵۴۶۶۸ | 2004 FY118   | ۲۲ مارس ۲۰۰۴    |
| ۱۵۴۶۶۹ | 2004 FA127   | ۲۷ مارس ۲۰۰۴    |
| ۱۵۴۶۷۰ | 2004 FK134   | ۲۶ مارس ۲۰۰۴    |
| ۱۵۴۶۷۱ | 2004 FA148   | ۱۶ مارس ۲۰۰۴    |
| ۱۵۴۶۷۲ | 2004 GR5     | ۱۱ آوریل ۲۰۰۴   |
| ۱۵۴۶۷۳ | 2004 GV12    | ۱۱ آوریل ۲۰۰۴   |
| ۱۵۴۶۷۴ | 2004 GS14    | ۱۳ آوریل ۲۰۰۴   |
| ۱۵۴۶۷۵ | 2004 GT19    | ۱۵ آوریل ۲۰۰۴   |
| ۱۵۴۶۷۶ | 2004 GM24    | ۱۳ آوریل ۲۰۰۴   |
| ۱۵۴۶۷۷ | 2004 GF30    | ۱۲ آوریل ۲۰۰۴   |
| ۱۵۴۶۷۸ | 2004 GV33    | ۱۲ آوریل ۲۰۰۴   |
| ۱۵۴۶۷۹ | 2004 GD37    | ۱۴ آوریل ۲۰۰۴   |
| ۱۵۴۶۸۰ | 2004 GT37    | ۱۴ آوریل ۲۰۰۴   |
| ۱۵۴۶۸۱ | 2004 GX37    | ۱۴ آوریل ۲۰۰۴   |
| ۱۵۴۶۸۲ | 2004 GE49    | ۱۲ آوریل ۲۰۰۴   |
| ۱۵۴۶۸۳ | 2004 GK59    | ۱۲ آوریل ۲۰۰۴   |
| ۱۵۴۶۸۴ | 2004 GO59    | ۱۲ آوریل ۲۰۰۴   |
| ۱۵۴۶۸۵ | 2004 GO74    | ۱۵ آوریل ۲۰۰۴   |
| ۱۵۴۶۸۶ | 2004 GC78    | ۹ آوریل ۲۰۰۴    |
| ۱۵۴۶۸۶ | 2004 HS      | ۱۷ آوریل ۲۰۰۴   |
| ۱۵۴۶۸۸ | 2004 HV1     | ۲۰ آوریل ۲۰۰۴   |
| ۱۵۴۶۸۹ | 2004 HF2     | ۱۶ آوریل ۲۰۰۴   |
| ۱۵۴۶۹۰ | 2004 HA6     | ۱۷ آوریل ۲۰۰۴   |
| ۱۵۴۶۹۱ | 2004 HF18    | ۱۷ آوریل ۲۰۰۴   |
| ۱۵۴۶۹۲ | 2004 HL26    | ۲۰ آوریل ۲۰۰۴   |
| ۱۵۴۶۹۳ | 2004 HR44    | ۲۱ آوریل ۲۰۰۴   |
| ۱۵۴۶۹۴ | 2004 HW48    | ۲۲ آوریل ۲۰۰۴   |
| ۱۵۴۶۹۵ | 2004 HD50    | ۲۳ آوریل ۲۰۰۴   |
| ۱۵۴۶۹۶ | 2004 HX61    | ۲۵ آوریل ۲۰۰۴   |
| ۱۵۴۶۹۷ | 2004 JY1     | ۱۰ مه ۲۰۰۴      |
| ۱۵۴۶۹۸ | 2004 JQ8     | ۱۲ مه ۲۰۰۴      |
| ۱۵۴۶۹۹ | 2004 JT8     | ۱۳ مه ۲۰۰۴      |
| ۱۵۴۷۰۰ | 2004 JP13    | ۸ مه ۲۰۰۴       |
| ۱۵۴۷۰۱ | 2004 JF17    | ۱۲ مه ۲۰۰۴      |
| ۱۵۴۷۰۲ | 2004 JS18    | ۱۳ مه ۲۰۰۴      |
| ۱۵۴۷۰۳ | 2004 JO19    | ۱۳ مه ۲۰۰۴      |
| ۱۵۴۷۰۴ | 2004 JT19    | ۱۳ مه ۲۰۰۴      |
| ۱۵۴۷۰۵ | 2004 JQ22    | ۱۰ مه ۲۰۰۴      |
| ۱۵۴۷۰۶ | 2004 JW23    | ۱۴ مه ۲۰۰۴      |
| ۱۵۴۷۰۷ | 2004 JR25    | ۱۵ مه ۲۰۰۴      |
| ۱۵۴۷۰۸ | 2004 JW33    | ۱۵ مه ۲۰۰۴      |
| ۱۵۴۷۰۸ | 2004 KR      | ۱۷ مه ۲۰۰۴      |
| ۱۵۴۷۱۰ | 2004 KR4     | ۱۸ مه ۲۰۰۴      |
| ۱۵۴۷۱۱ | 2004 KH6     | ۱۷ مه ۲۰۰۴      |
| ۱۵۴۷۱۲ | 2004 KU8     | ۱۸ مه ۲۰۰۴      |
| ۱۵۴۷۱۳ | 2004 LA2     | ۱۰ ژوئن ۲۰۰۴    |
| ۱۵۴۷۱۴ | 2004 LU5     | ۶ ژوئن ۲۰۰۴     |
| ۱۵۴۷۱۵ | 2004 LB6     | ۱۳ ژوئن ۲۰۰۴    |
| ۱۵۴۷۱۶ | 2004 LV9     | ۱۳ ژوئن ۲۰۰۴    |
| ۱۵۴۷۱۷ | 2004 LX9     | ۱۳ ژوئن ۲۰۰۴    |
| ۱۵۴۷۱۸ | 2004 LG18    | ۱۵ ژوئن ۲۰۰۴    |
| ۱۵۴۷۱۹ | 2004 MV4     | ۲۲ ژوئن ۲۰۰۴    |
| ۱۵۴۷۲۰ | 2004 MJ7     | ۲۷ ژوئن ۲۰۰۴    |
| ۱۵۴۷۲۱ | 2004 MW7     | ۱۶ ژوئن ۲۰۰۴    |
| ۱۵۴۷۲۱ | 2004 NA      | ۶ ژوئیه ۲۰۰۴    |
| ۱۵۴۷۲۱ | 2004 NS      | ۷ ژوئیه ۲۰۰۴    |
| ۱۵۴۷۲۱ | 2004 NU      | ۷ ژوئیه ۲۰۰۴    |
| ۱۵۴۷۲۵ | 2004 NC2     | ۹ ژوئیه ۲۰۰۴    |
| ۱۵۴۷۲۶ | 2004 NO2     | ۱۰ ژوئیه ۲۰۰۴   |
| ۱۵۴۷۲۷ | 2004 NR3     | ۱۲ ژوئیه ۲۰۰۴   |
| ۱۵۴۷۲۸ | 2004 NM9     | ۹ ژوئیه ۲۰۰۴    |
| ۱۵۴۷۲۹ | 2004 NQ9     | ۹ ژوئیه ۲۰۰۴    |
| ۱۵۴۷۳۰ | 2004 NW9     | ۹ ژوئیه ۲۰۰۴    |
| ۱۵۴۷۳۱ | 2004 NM10    | ۹ ژوئیه ۲۰۰۴    |
| ۱۵۴۷۳۲ | 2004 NC12    | ۱۱ ژوئیه ۲۰۰۴   |
| ۱۵۴۷۳۳ | 2004 NJ12    | ۱۱ ژوئیه ۲۰۰۴   |
| ۱۵۴۷۳۴ | 2004 NH14    | ۱۱ ژوئیه ۲۰۰۴   |
| ۱۵۴۷۳۵ | 2004 NX15    | ۱۱ ژوئیه ۲۰۰۴   |
| ۱۵۴۷۳۶ | 2004 NA16    | ۱۱ ژوئیه ۲۰۰۴   |
| ۱۵۴۷۳۷ | 2004 NM16    | ۱۱ ژوئیه ۲۰۰۴   |
| ۱۵۴۷۳۸ | 2004 NO18    | ۱۴ ژوئیه ۲۰۰۴   |
| ۱۵۴۷۳۹ | 2004 NP21    | ۱۵ ژوئیه ۲۰۰۴   |
| ۱۵۴۷۴۰ | 2004 NO23    | ۱۴ ژوئیه ۲۰۰۴   |
| ۱۵۴۷۴۱ | 2004 NO27    | ۱۱ ژوئیه ۲۰۰۴   |
| ۱۵۴۷۴۲ | 2004 NQ30    | ۹ ژوئیه ۲۰۰۴    |
| ۱۵۴۷۴۳ | 2004 OJ2     | ۱۶ ژوئیه ۲۰۰۴   |
| ۱۵۴۷۴۴ | 2004 OV2     | ۱۶ ژوئیه ۲۰۰۴   |
| ۱۵۴۷۴۵ | 2004 OT4     | ۱۶ ژوئیه ۲۰۰۴   |
| ۱۵۴۷۴۶ | 2004 OZ4     | ۱۶ ژوئیه ۲۰۰۴   |
| ۱۵۴۷۴۷ | 2004 OM9     | ۱۹ ژوئیه ۲۰۰۴   |
| ۱۵۴۷۴۸ | 2004 OS9     | ۲۰ ژوئیه ۲۰۰۴   |
| ۱۵۴۷۴۹ | 2004 PV2     | ۳ اوت ۲۰۰۴      |
| ۱۵۴۷۵۰ | 2004 PF3     | ۳ اوت ۲۰۰۴      |
| ۱۵۴۷۵۱ | 2004 PN3     | ۳ اوت ۲۰۰۴      |
| ۱۵۴۷۵۲ | 2004 PL4     | ۵ اوت ۲۰۰۴      |
| ۱۵۴۷۵۳ | 2004 PF5     | ۶ اوت ۲۰۰۴      |
| ۱۵۴۷۵۴ | 2004 PO9     | ۶ اوت ۲۰۰۴      |
| ۱۵۴۷۵۵ | 2004 PT9     | ۶ اوت ۲۰۰۴      |
| ۱۵۴۷۵۶ | 2004 PW9     | ۶ اوت ۲۰۰۴      |
| ۱۵۴۷۵۷ | 2004 PX9     | ۶ اوت ۲۰۰۴      |
| ۱۵۴۷۵۸ | 2004 PL10    | ۶ اوت ۲۰۰۴      |
| ۱۵۴۷۵۹ | 2004 PX11    | ۷ اوت ۲۰۰۴      |
| ۱۵۴۷۶۰ | 2004 PS12    | ۷ اوت ۲۰۰۴      |
| ۱۵۴۷۶۱ | 2004 PR14    | ۷ اوت ۲۰۰۴      |
| ۱۵۴۷۶۲ | 2004 PD15    | ۷ اوت ۲۰۰۴      |
| ۱۵۴۷۶۳ | 2004 PJ15    | ۷ اوت ۲۰۰۴      |
| ۱۵۴۷۶۴ | 2004 PP15    | ۷ اوت ۲۰۰۴      |
| ۱۵۴۷۶۵ | 2004 PQ18    | ۸ اوت ۲۰۰۴      |
| ۱۵۴۷۶۶ | 2004 PG19    | ۸ اوت ۲۰۰۴      |
| ۱۵۴۷۶۷ | 2004 PZ22    | ۸ اوت ۲۰۰۴      |
| ۱۵۴۷۶۸ | 2004 PO23    | ۸ اوت ۲۰۰۴      |
| ۱۵۴۷۶۹ | 2004 PM24    | ۸ اوت ۲۰۰۴      |
| ۱۵۴۷۷۰ | 2004 PB25    | ۸ اوت ۲۰۰۴      |
| ۱۵۴۷۷۱ | 2004 PH25    | ۸ اوت ۲۰۰۴      |
| ۱۵۴۷۷۲ | 2004 PK25    | ۸ اوت ۲۰۰۴      |
| ۱۵۴۷۷۳ | 2004 PC26    | ۸ اوت ۲۰۰۴      |
| ۱۵۴۷۷۴ | 2004 PK28    | ۶ اوت ۲۰۰۴      |
| ۱۵۴۷۷۵ | 2004 PL31    | ۸ اوت ۲۰۰۴      |
| ۱۵۴۷۷۶ | 2004 PF32    | ۸ اوت ۲۰۰۴      |
| ۱۵۴۷۷۷ | 2004 PO32    | ۸ اوت ۲۰۰۴      |
| ۱۵۴۷۷۸ | 2004 PO33    | ۸ اوت ۲۰۰۴      |
| ۱۵۴۷۷۹ | 2004 PQ33    | ۸ اوت ۲۰۰۴      |
| ۱۵۴۷۸۰ | 2004 PB35    | ۸ اوت ۲۰۰۴      |
| ۱۵۴۷۸۱ | 2004 PW37    | ۹ اوت ۲۰۰۴      |
| ۱۵۴۷۸۲ | 2004 PS43    | ۶ اوت ۲۰۰۴      |
| ۱۵۴۷۸۳ | 2004 PA44    | ۷ اوت ۲۰۰۴      |
| ۱۵۴۷۸۴ | 2004 PG44    | ۷ اوت ۲۰۰۴      |
| ۱۵۴۷۸۵ | 2004 PV48    | ۸ اوت ۲۰۰۴      |
| ۱۵۴۷۸۶ | 2004 PY51    | ۸ اوت ۲۰۰۴      |
| ۱۵۴۷۸۷ | 2004 PJ53    | ۸ اوت ۲۰۰۴      |
| ۱۵۴۷۸۸ | 2004 PU53    | ۸ اوت ۲۰۰۴      |
| ۱۵۴۷۸۹ | 2004 PH60    | ۹ اوت ۲۰۰۴      |
| ۱۵۴۷۹۰ | 2004 PO62    | ۱۰ اوت ۲۰۰۴     |
| ۱۵۴۷۹۱ | 2004 PC65    | ۱۰ اوت ۲۰۰۴     |
| ۱۵۴۷۹۲ | 2004 PL67    | ۵ اوت ۲۰۰۴      |
| ۱۵۴۷۹۳ | 2004 PO68    | ۶ اوت ۲۰۰۴      |
| ۱۵۴۷۹۴ | 2004 PK69    | ۷ اوت ۲۰۰۴      |
| ۱۵۴۷۹۵ | 2004 PW70    | ۸ اوت ۲۰۰۴      |
| ۱۵۴۷۹۶ | 2004 PX74    | ۸ اوت ۲۰۰۴      |
| ۱۵۴۷۹۷ | 2004 PS76    | ۹ اوت ۲۰۰۴      |
| ۱۵۴۷۹۸ | 2004 PQ80    | ۹ اوت ۲۰۰۴      |
| ۱۵۴۷۹۹ | 2004 PN82    | ۱۰ اوت ۲۰۰۴     |
| ۱۵۴۸۰۰ | 2004 PZ83    | ۱۰ اوت ۲۰۰۴     |
| ۱۵۴۸۰۱ | 2004 PC84    | ۱۰ اوت ۲۰۰۴     |
| ۱۵۴۸۰۲ | 2004 PF85    | ۱۰ اوت ۲۰۰۴     |
| ۱۵۴۸۰۳ | 2004 PS88    | ۷ اوت ۲۰۰۴      |
| ۱۵۴۸۰۴ | 2004 PY89    | ۱۰ اوت ۲۰۰۴     |
| ۱۵۴۸۰۵ | 2004 PF93    | ۱۲ اوت ۲۰۰۴     |
| ۱۵۴۸۰۶ | 2004 PH94    | ۱۰ اوت ۲۰۰۴     |
| ۱۵۴۸۰۷ | 2004 PP97    | ۱۵ اوت ۲۰۰۴     |
| ۱۵۴۸۰۸ | 2004 PF104   | ۱۲ اوت ۲۰۰۴     |
| ۱۵۴۸۰۹ | 2004 PW105   | ۱۵ اوت ۲۰۰۴     |
| ۱۵۴۸۱۰ | 2004 PZ106   | ۱۵ اوت ۲۰۰۴     |
| ۱۵۴۸۱۱ | 2004 PK107   | ۱۱ اوت ۲۰۰۴     |
| ۱۵۴۸۱۲ | 2004 PO114   | ۱۰ اوت ۲۰۰۴     |
| ۱۵۴۸۱۲ | 2004 QA      | ۱۶ اوت ۲۰۰۴     |
| ۱۵۴۸۱۴ | 2004 QM2     | ۱۷ اوت ۲۰۰۴     |
| ۱۵۴۸۱۵ | 2004 QE4     | ۱۹ اوت ۲۰۰۴     |
| ۱۵۴۸۱۶ | 2004 QR7     | ۲۲ اوت ۲۰۰۴     |
| ۱۵۴۸۱۷ | 2004 QX8     | ۱۹ اوت ۲۰۰۴     |
| ۱۵۴۸۱۸ | 2004 QA9     | ۱۹ اوت ۲۰۰۴     |
| ۱۵۴۸۱۹ | 2004 QN9     | ۲۱ اوت ۲۰۰۴     |
| ۱۵۴۸۲۰ | 2004 QU10    | ۲۱ اوت ۲۰۰۴     |
| ۱۵۴۸۲۱ | 2004 QN12    | ۲۱ اوت ۲۰۰۴     |
| ۱۵۴۸۲۲ | 2004 QC21    | ۲۱ اوت ۲۰۰۴     |
| ۱۵۴۸۲۳ | 2004 QX25    | ۲۶ اوت ۲۰۰۴     |
| ۱۵۴۸۲۴ | 2004 RL4     | ۴ سپتامبر ۲۰۰۴  |
| ۱۵۴۸۲۵ | 2004 RL6     | ۵ سپتامبر ۲۰۰۴  |
| ۱۵۴۸۲۶ | 2004 RO6     | ۵ سپتامبر ۲۰۰۴  |
| ۱۵۴۸۲۷ | 2004 RM7     | ۶ سپتامبر ۲۰۰۴  |
| ۱۵۴۸۲۸ | 2004 RT8     | ۶ سپتامبر ۲۰۰۴  |
| ۱۵۴۸۲۹ | 2004 RA9     | ۶ سپتامبر ۲۰۰۴  |
| ۱۵۴۸۳۰ | 2004 RT12    | ۳ سپتامبر ۲۰۰۴  |
| ۱۵۴۸۳۱ | 2004 RY13    | ۶ سپتامبر ۲۰۰۴  |
| ۱۵۴۸۳۲ | 2004 RE16    | ۷ سپتامبر ۲۰۰۴  |
| ۱۵۴۸۳۳ | 2004 RK18    | ۷ سپتامبر ۲۰۰۴  |
| ۱۵۴۸۳۴ | 2004 RB26    | ۴ سپتامبر ۲۰۰۴  |
| ۱۵۴۸۳۵ | 2004 RT27    | ۶ سپتامبر ۲۰۰۴  |
| ۱۵۴۸۳۶ | 2004 RS29    | ۷ سپتامبر ۲۰۰۴  |
| ۱۵۴۸۳۷ | 2004 RW29    | ۷ سپتامبر ۲۰۰۴  |
| ۱۵۴۸۳۸ | 2004 RR30    | ۷ سپتامبر ۲۰۰۴  |
| ۱۵۴۸۳۹ | 2004 RC35    | ۷ سپتامبر ۲۰۰۴  |
| ۱۵۴۸۴۰ | 2004 RW35    | ۷ سپتامبر ۲۰۰۴  |
| ۱۵۴۸۴۱ | 2004 RC36    | ۷ سپتامبر ۲۰۰۴  |
| ۱۵۴۸۴۲ | 2004 RA42    | ۷ سپتامبر ۲۰۰۴  |
| ۱۵۴۸۴۳ | 2004 RK43    | ۸ سپتامبر ۲۰۰۴  |
| ۱۵۴۸۴۴ | 2004 RU44    | ۸ سپتامبر ۲۰۰۴  |
| ۱۵۴۸۴۵ | 2004 RS46    | ۸ سپتامبر ۲۰۰۴  |
| ۱۵۴۸۴۶ | 2004 RX47    | ۸ سپتامبر ۲۰۰۴  |
| ۱۵۴۸۴۷ | 2004 RJ49    | ۸ سپتامبر ۲۰۰۴  |
| ۱۵۴۸۴۸ | 2004 RS51    | ۸ سپتامبر ۲۰۰۴  |
| ۱۵۴۸۴۹ | 2004 RU51    | ۸ سپتامبر ۲۰۰۴  |
| ۱۵۴۸۵۰ | 2004 RH53    | ۸ سپتامبر ۲۰۰۴  |
| ۱۵۴۸۵۱ | 2004 RR53    | ۸ سپتامبر ۲۰۰۴  |
| ۱۵۴۸۵۲ | 2004 RE61    | ۸ سپتامبر ۲۰۰۴  |
| ۱۵۴۸۵۳ | 2004 RF61    | ۸ سپتامبر ۲۰۰۴  |
| ۱۵۴۸۵۴ | 2004 RT65    | ۸ سپتامبر ۲۰۰۴  |
| ۱۵۴۸۵۵ | 2004 RK66    | ۸ سپتامبر ۲۰۰۴  |
| ۱۵۴۸۵۶ | 2004 RD68    | ۸ سپتامبر ۲۰۰۴  |
| ۱۵۴۸۵۷ | 2004 RG68    | ۸ سپتامبر ۲۰۰۴  |
| ۱۵۴۸۵۸ | 2004 RK69    | ۸ سپتامبر ۲۰۰۴  |
| ۱۵۴۸۵۹ | 2004 RN69    | ۸ سپتامبر ۲۰۰۴  |
| ۱۵۴۸۶۰ | 2004 RO74    | ۸ سپتامبر ۲۰۰۴  |
| ۱۵۴۸۶۱ | 2004 RF82    | ۹ سپتامبر ۲۰۰۴  |
| ۱۵۴۸۶۲ | 2004 RG82    | ۹ سپتامبر ۲۰۰۴  |
| ۱۵۴۸۶۳ | 2004 RY82    | ۹ سپتامبر ۲۰۰۴  |
| ۱۵۴۸۶۴ | 2004 RM83    | ۹ سپتامبر ۲۰۰۴  |
| ۱۵۴۸۶۵ | Stefanheutz  | ۹ سپتامبر ۲۰۰۴  |
| ۱۵۴۸۶۶ | 2004 RE92    | ۸ سپتامبر ۲۰۰۴  |
| ۱۵۴۸۶۷ | 2004 RM94    | ۸ سپتامبر ۲۰۰۴  |
| ۱۵۴۸۶۸ | 2004 RF101   | ۸ سپتامبر ۲۰۰۴  |
| ۱۵۴۸۶۹ | 2004 RO102   | ۸ سپتامبر ۲۰۰۴  |
| ۱۵۴۸۷۰ | 2004 RV103   | ۸ سپتامبر ۲۰۰۴  |
| ۱۵۴۸۷۱ | 2004 RZ105   | ۸ سپتامبر ۲۰۰۴  |
| ۱۵۴۸۷۲ | 2004 RC106   | ۸ سپتامبر ۲۰۰۴  |
| ۱۵۴۸۷۳ | 2004 RQ106   | ۸ سپتامبر ۲۰۰۴  |
| ۱۵۴۸۷۴ | 2004 RN108   | ۹ سپتامبر ۲۰۰۴  |
| ۱۵۴۸۷۵ | 2004 RW114   | ۷ سپتامبر ۲۰۰۴  |
| ۱۵۴۸۷۶ | 2004 RN117   | ۷ سپتامبر ۲۰۰۴  |
| ۱۵۴۸۷۷ | 2004 RA118   | ۷ سپتامبر ۲۰۰۴  |
| ۱۵۴۸۷۸ | 2004 RH135   | ۷ سپتامبر ۲۰۰۴  |
| ۱۵۴۸۷۹ | 2004 RD140   | ۸ سپتامبر ۲۰۰۴  |
| ۱۵۴۸۸۰ | 2004 RL143   | ۸ سپتامبر ۲۰۰۴  |
| ۱۵۴۸۸۱ | 2004 RT143   | ۸ سپتامبر ۲۰۰۴  |
| ۱۵۴۸۸۲ | 2004 RR144   | ۹ سپتامبر ۲۰۰۴  |
| ۱۵۴۸۸۳ | 2004 RM147   | ۹ سپتامبر ۲۰۰۴  |
| ۱۵۴۸۸۴ | 2004 RN148   | ۹ سپتامبر ۲۰۰۴  |
| ۱۵۴۸۸۵ | 2004 RJ149   | ۹ سپتامبر ۲۰۰۴  |
| ۱۵۴۸۸۶ | 2004 RH156   | ۱۰ سپتامبر ۲۰۰۴ |
| ۱۵۴۸۸۷ | 2004 RN163   | ۱۱ سپتامبر ۲۰۰۴ |
| ۱۵۴۸۸۸ | 2004 RC165   | ۹ سپتامبر ۲۰۰۴  |
| ۱۵۴۸۸۹ | 2004 RB166   | ۶ سپتامبر ۲۰۰۴  |
| ۱۵۴۸۹۰ | 2004 RH174   | ۱۰ سپتامبر ۲۰۰۴ |
| ۱۵۴۸۹۱ | 2004 RS176   | ۱۰ سپتامبر ۲۰۰۴ |
| ۱۵۴۸۹۲ | 2004 RH179   | ۱۰ سپتامبر ۲۰۰۴ |
| ۱۵۴۸۹۳ | 2004 RV191   | ۱۰ سپتامبر ۲۰۰۴ |
| ۱۵۴۸۹۴ | 2004 RK217   | ۱۱ سپتامبر ۲۰۰۴ |
| ۱۵۴۸۹۵ | 2004 RO223   | ۷ سپتامبر ۲۰۰۴  |
| ۱۵۴۸۹۶ | 2004 RD230   | ۹ سپتامبر ۲۰۰۴  |
| ۱۵۴۸۹۷ | 2004 RN232   | ۹ سپتامبر ۲۰۰۴  |
| ۱۵۴۸۹۸ | 2004 RS233   | ۹ سپتامبر ۲۰۰۴  |
| ۱۵۴۸۹۹ | 2004 RR239   | ۱۰ سپتامبر ۲۰۰۴ |
| ۱۵۴۹۰۰ | 2004 RM241   | ۱۰ سپتامبر ۲۰۰۴ |
| ۱۵۴۹۰۱ | 2004 RP246   | ۱۰ سپتامبر ۲۰۰۴ |
| ۱۵۴۹۰۲ | Davidtoth    | ۱۲ سپتامبر ۲۰۰۴ |
| ۱۵۴۹۰۳ | 2004 RY249   | ۱۳ سپتامبر ۲۰۰۴ |
| ۱۵۴۹۰۴ | 2004 RA306   | ۱۲ سپتامبر ۲۰۰۴ |
| ۱۵۴۹۰۵ | 2004 RB306   | ۱۲ سپتامبر ۲۰۰۴ |
| ۱۵۴۹۰۶ | 2004 RH306   | ۱۲ سپتامبر ۲۰۰۴ |
| ۱۵۴۹۰۷ | 2004 RE316   | ۱۵ سپتامبر ۲۰۰۴ |
| ۱۵۴۹۰۸ | 2004 RE324   | ۱۳ سپتامبر ۲۰۰۴ |
| ۱۵۴۹۰۹ | 2004 RL326   | ۱۳ سپتامبر ۲۰۰۴ |
| ۱۵۴۹۱۰ | 2004 RA337   | ۱۵ سپتامبر ۲۰۰۴ |
| ۱۵۴۹۱۱ | 2004 RK343   | ۱۵ سپتامبر ۲۰۰۴ |
| ۱۵۴۹۱۲ | 2004 SQ4     | ۱۷ سپتامبر ۲۰۰۴ |
| ۱۵۴۹۱۳ | 2004 SF6     | ۱۷ سپتامبر ۲۰۰۴ |
| ۱۵۴۹۱۴ | 2004 ST8     | ۱۷ سپتامبر ۲۰۰۴ |
| ۱۵۴۹۱۵ | 2004 SB14    | ۱۷ سپتامبر ۲۰۰۴ |
| ۱۵۴۹۱۶ | 2004 SJ21    | ۱۶ سپتامبر ۲۰۰۴ |
| ۱۵۴۹۱۷ | 2004 SP22    | ۱۷ سپتامبر ۲۰۰۴ |
| ۱۵۴۹۱۸ | 2004 SF24    | ۱۷ سپتامبر ۲۰۰۴ |
| ۱۵۴۹۱۹ | 2004 SY29    | ۱۷ سپتامبر ۲۰۰۴ |
| ۱۵۴۹۲۰ | 2004 SQ32    | ۱۷ سپتامبر ۲۰۰۴ |
| ۱۵۴۹۲۱ | 2004 ST32    | ۱۷ سپتامبر ۲۰۰۴ |
| ۱۵۴۹۲۲ | 2004 SW32    | ۱۷ سپتامبر ۲۰۰۴ |
| ۱۵۴۹۲۳ | 2004 SK39    | ۱۷ سپتامبر ۲۰۰۴ |
| ۱۵۴۹۲۴ | 2004 SD40    | ۱۷ سپتامبر ۲۰۰۴ |
| ۱۵۴۹۲۵ | 2004 SK41    | ۱۷ سپتامبر ۲۰۰۴ |
| ۱۵۴۹۲۶ | 2004 SV47    | ۱۸ سپتامبر ۲۰۰۴ |
| ۱۵۴۹۲۷ | 2004 SK54    | ۲۲ سپتامبر ۲۰۰۴ |
| ۱۵۴۹۲۸ | 2004 SD57    | ۱۶ سپتامبر ۲۰۰۴ |
| ۱۵۴۹۲۹ | 2004 SK61    | ۱۷ سپتامبر ۲۰۰۴ |
| ۱۵۴۹۳۰ | 2004 TJ1     | ۴ اکتبر ۲۰۰۴    |
| ۱۵۴۹۳۱ | 2004 TQ1     | ۲ اکتبر ۲۰۰۴    |
| ۱۵۴۹۳۲ | Sviderskiene | ۱۲ اکتبر ۲۰۰۴   |
| ۱۵۴۹۳۳ | 2004 TP23    | ۴ اکتبر ۲۰۰۴    |
| ۱۵۴۹۳۴ | 2004 TO29    | ۴ اکتبر ۲۰۰۴    |
| ۱۵۴۹۳۵ | 2004 TF36    | ۴ اکتبر ۲۰۰۴    |
| ۱۵۴۹۳۶ | 2004 TM38    | ۴ اکتبر ۲۰۰۴    |
| ۱۵۴۹۳۷ | 2004 TO48    | ۴ اکتبر ۲۰۰۴    |
| ۱۵۴۹۳۸ | 2004 TX49    | ۴ اکتبر ۲۰۰۴    |
| ۱۵۴۹۳۹ | 2004 TJ53    | ۴ اکتبر ۲۰۰۴    |
| ۱۵۴۹۴۰ | 2004 TF54    | ۴ اکتبر ۲۰۰۴    |
| ۱۵۴۹۴۱ | 2004 TP54    | ۴ اکتبر ۲۰۰۴    |
| ۱۵۴۹۴۲ | 2004 TH58    | ۵ اکتبر ۲۰۰۴    |
| ۱۵۴۹۴۳ | 2004 TR60    | ۵ اکتبر ۲۰۰۴    |
| ۱۵۴۹۴۴ | 2004 TZ61    | ۵ اکتبر ۲۰۰۴    |
| ۱۵۴۹۴۵ | 2004 TM64    | ۵ اکتبر ۲۰۰۴    |
| ۱۵۴۹۴۶ | 2004 TD65    | ۵ اکتبر ۲۰۰۴    |
| ۱۵۴۹۴۷ | 2004 TH69    | ۵ اکتبر ۲۰۰۴    |
| ۱۵۴۹۴۸ | 2004 TC76    | ۷ اکتبر ۲۰۰۴    |
| ۱۵۴۹۴۹ | 2004 TF78    | ۴ اکتبر ۲۰۰۴    |
| ۱۵۴۹۵۰ | 2004 TX87    | ۵ اکتبر ۲۰۰۴    |
| ۱۵۴۹۵۱ | 2004 TR92    | ۵ اکتبر ۲۰۰۴    |
| ۱۵۴۹۵۲ | 2004 TX99    | ۵ اکتبر ۲۰۰۴    |
| ۱۵۴۹۵۳ | 2004 TP106   | ۷ اکتبر ۲۰۰۴    |
| ۱۵۴۹۵۴ | 2004 TN118   | ۵ اکتبر ۲۰۰۴    |
| ۱۵۴۹۵۵ | 2004 TN120   | ۶ اکتبر ۲۰۰۴    |
| ۱۵۴۹۵۶ | 2004 TH125   | ۷ اکتبر ۲۰۰۴    |
| ۱۵۴۹۵۷ | 2004 TK125   | ۷ اکتبر ۲۰۰۴    |
| ۱۵۴۹۵۸ | 2004 TX135   | ۸ اکتبر ۲۰۰۴    |
| ۱۵۴۹۵۹ | 2004 TR137   | ۸ اکتبر ۲۰۰۴    |
| ۱۵۴۹۶۰ | 2004 TK186   | ۷ اکتبر ۲۰۰۴    |
| ۱۵۴۹۶۱ | 2004 TC214   | ۹ اکتبر ۲۰۰۴    |
| ۱۵۴۹۶۲ | 2004 TR216   | ۳ اکتبر ۲۰۰۴    |
| ۱۵۴۹۶۳ | 2004 TG220   | ۵ اکتبر ۲۰۰۴    |
| ۱۵۴۹۶۴ | 2004 TB232   | ۸ اکتبر ۲۰۰۴    |
| ۱۵۴۹۶۵ | 2004 TB238   | ۹ اکتبر ۲۰۰۴    |
| ۱۵۴۹۶۶ | 2004 TF239   | ۹ اکتبر ۲۰۰۴    |
| ۱۵۴۹۶۷ | 2004 TK252   | ۹ اکتبر ۲۰۰۴    |
| ۱۵۴۹۶۸ | 2004 TV265   | ۹ اکتبر ۲۰۰۴    |
| ۱۵۴۹۶۹ | 2004 TO272   | ۹ اکتبر ۲۰۰۴    |
| ۱۵۴۹۷۰ | 2004 TB280   | ۱۰ اکتبر ۲۰۰۴   |
| ۱۵۴۹۷۱ | 2004 TL282   | ۷ اکتبر ۲۰۰۴    |
| ۱۵۴۹۷۲ | 2004 TS343   | ۱۴ اکتبر ۲۰۰۴   |
| ۱۵۴۹۷۳ | 2004 TC344   | ۱۵ اکتبر ۲۰۰۴   |
| ۱۵۴۹۷۴ | 2004 TA345   | ۱۵ اکتبر ۲۰۰۴   |
| ۱۵۴۹۷۵ | 2004 TM359   | ۹ اکتبر ۲۰۰۴    |
| ۱۵۴۹۷۶ | 2004 UA1     | ۱۹ اکتبر ۲۰۰۴   |
| ۱۵۴۹۷۷ | 2004 UG1     | ۲۰ اکتبر ۲۰۰۴   |
| ۱۵۴۹۷۸ | 2004 UN3     | ۱۹ اکتبر ۲۰۰۴   |
| ۱۵۴۹۷۹ | 2004 UG6     | ۲۰ اکتبر ۲۰۰۴   |
| ۱۵۴۹۸۰ | 2004 UN7     | ۲۱ اکتبر ۲۰۰۴   |
| ۱۵۴۹۸۱ | 2004 VC4     | ۳ نوامبر ۲۰۰۴   |
| ۱۵۴۹۸۲ | 2004 VA28    | ۵ نوامبر ۲۰۰۴   |
| ۱۵۴۹۸۳ | 2004 VL32    | ۳ نوامبر ۲۰۰۴   |
| ۱۵۴۹۸۴ | 2004 VP46    | ۴ نوامبر ۲۰۰۴   |
| ۱۵۴۹۸۵ | 2004 VZ51    | ۴ نوامبر ۲۰۰۴   |
| ۱۵۴۹۸۶ | 2004 VR66    | ۴ نوامبر ۲۰۰۴   |
| ۱۵۴۹۸۷ | 2004 WJ4     | ۱۷ نوامبر ۲۰۰۴  |
| ۱۵۴۹۸۸ | 2004 XN35    | ۱۲ دسامبر ۲۰۰۴  |
| ۱۵۴۹۸۹ | 2005 AG4     | ۶ ژانویه ۲۰۰۵   |
| ۱۵۴۹۹۰ | 2005 AA66    | ۱۳ ژانویه ۲۰۰۵  |
| ۱۵۴۹۹۱ | Vinciguerra  | ۱۷ ژانویه ۲۰۰۵  |
| ۱۵۴۹۹۲ | 2005 CV68    | ۴ فوریه ۲۰۰۵    |
| ۱۵۴۹۹۳ | 2005 EA94    | ۸ مارس ۲۰۰۵     |
| ۱۵۴۹۹۴ | 2005 EW291   | ۱۰ مارس ۲۰۰۵    |
| ۱۵۴۹۹۵ | 2005 MD41    | ۳۰ ژوئن ۲۰۰۵    |
| ۱۵۴۹۹۶ | 2005 MY42    | ۲۹ ژوئن ۲۰۰۵    |
| ۱۵۴۹۹۷ | 2005 NF1     | ۲ ژوئیه ۲۰۰۵    |
| ۱۵۴۹۹۸ | 2005 NN1     | ۱ ژوئیه ۲۰۰۵    |
| ۱۵۴۹۹۹ | 2005 NV28    | ۵ ژوئیه ۲۰۰۵    |
| ۱۵۵۰۰۰ | 2005 NJ29    | ۷ ژوئیه ۲۰۰۵    |